# Szumóban használt kifejezések listája

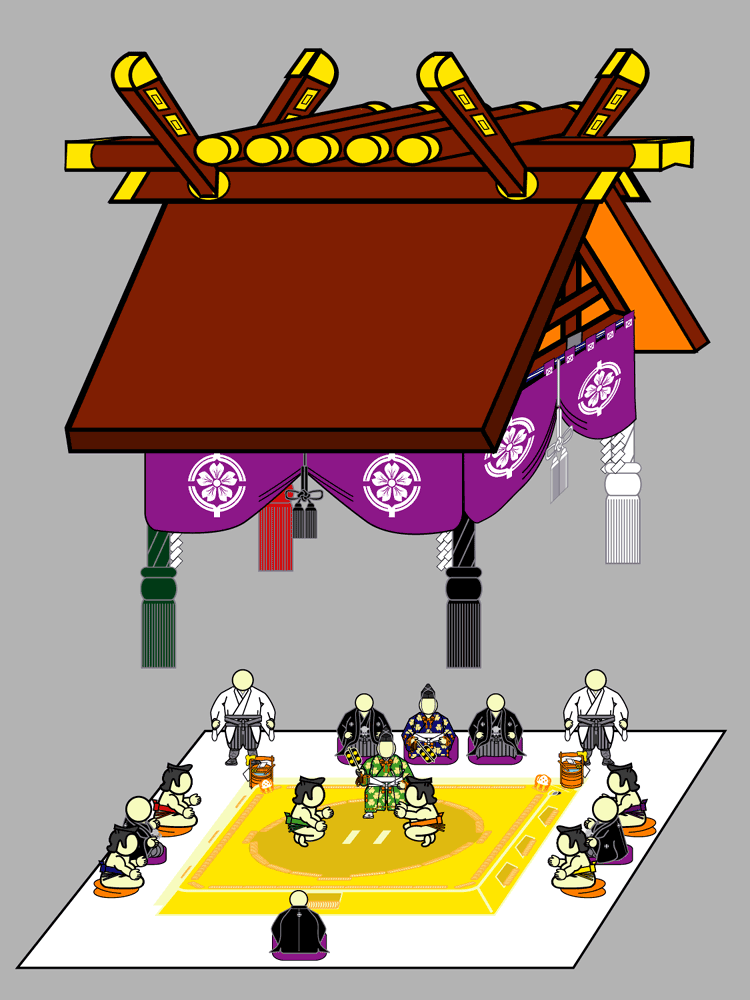
A dohjó.

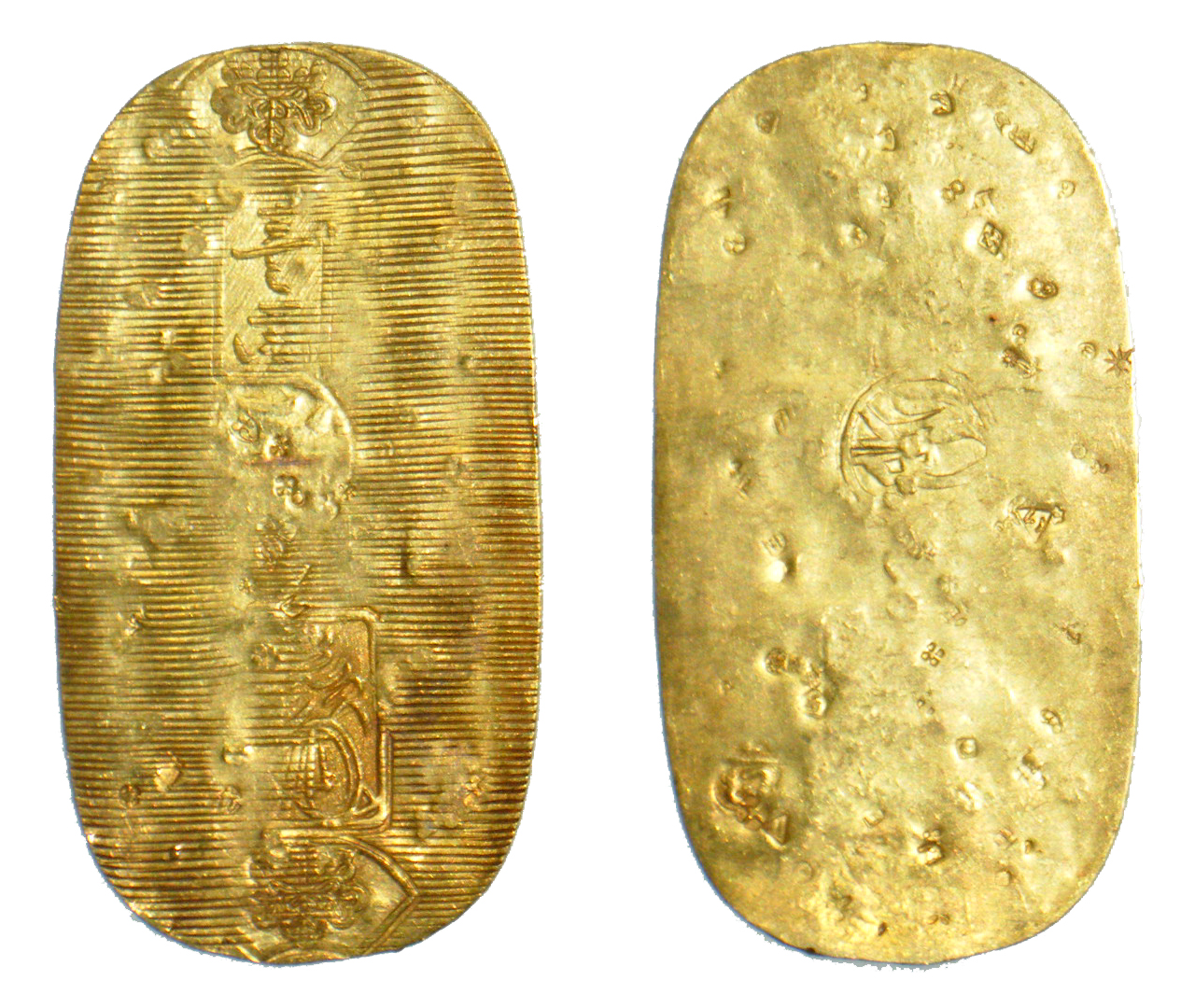
Egy rjó értékű koban, lásd dzsúrjó.

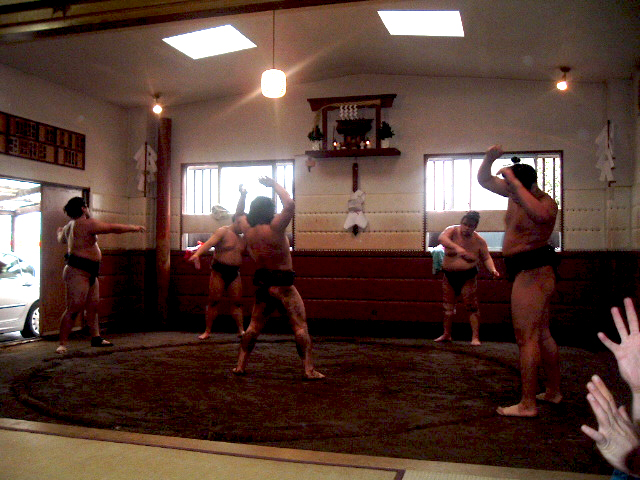
Keiko (edzés) a hejában.

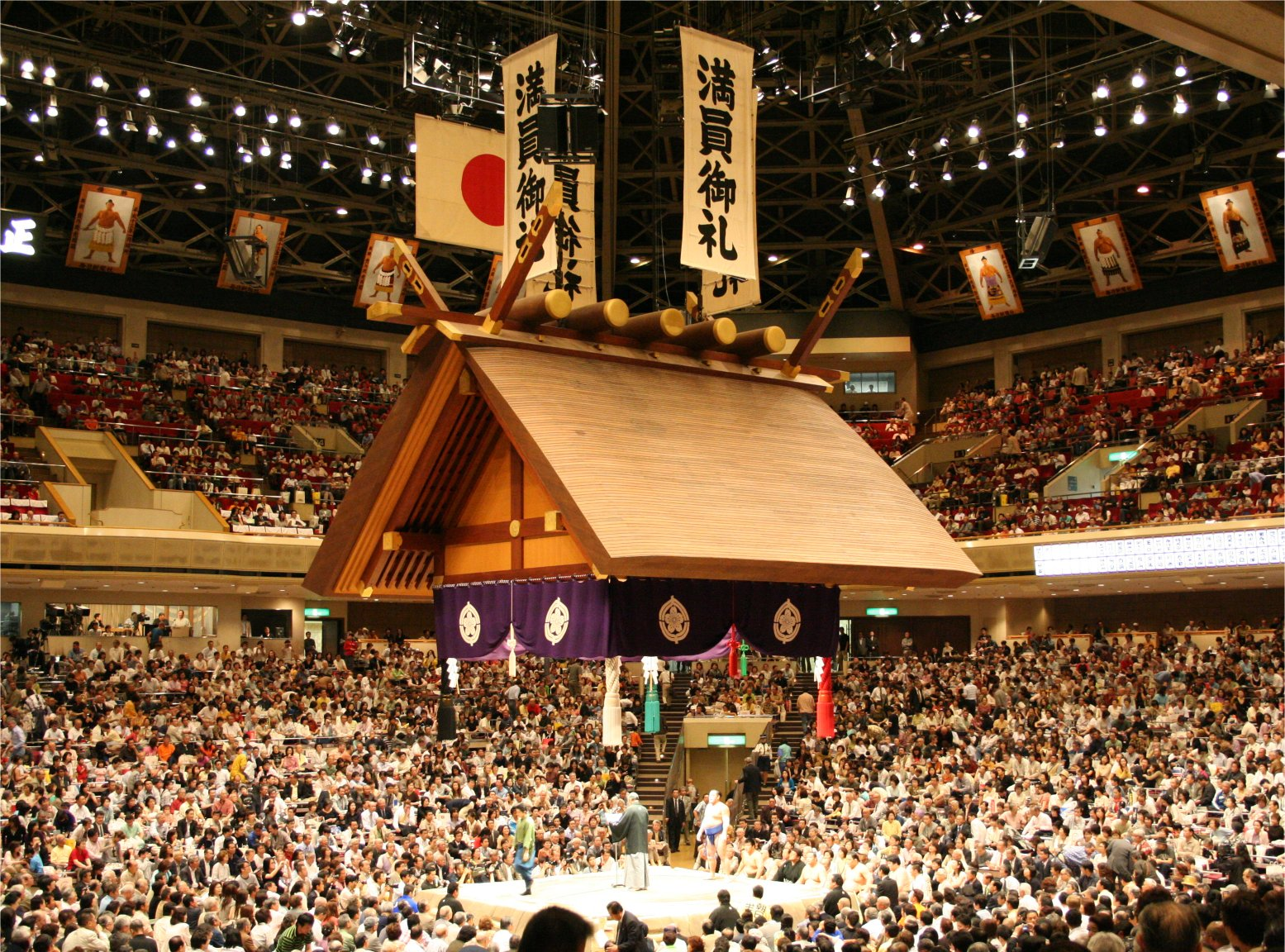
A 2006 májusi honbaso a Rjógoku Kokugikanban.

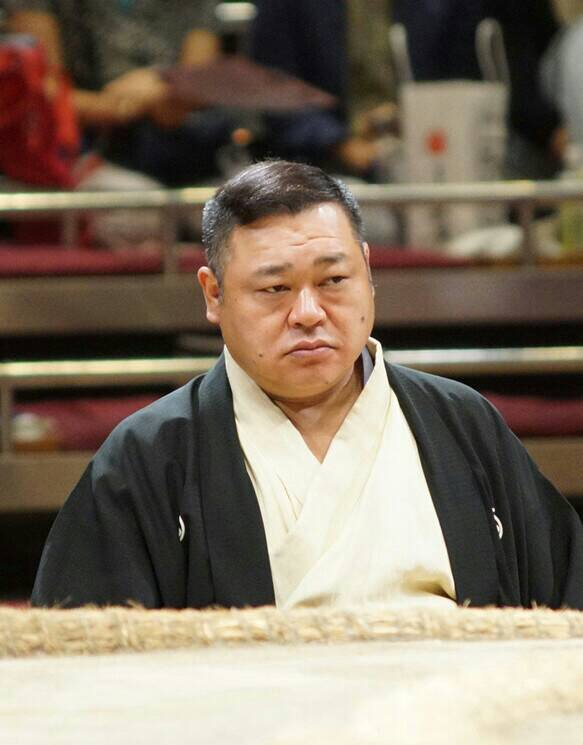
Egy simpan.

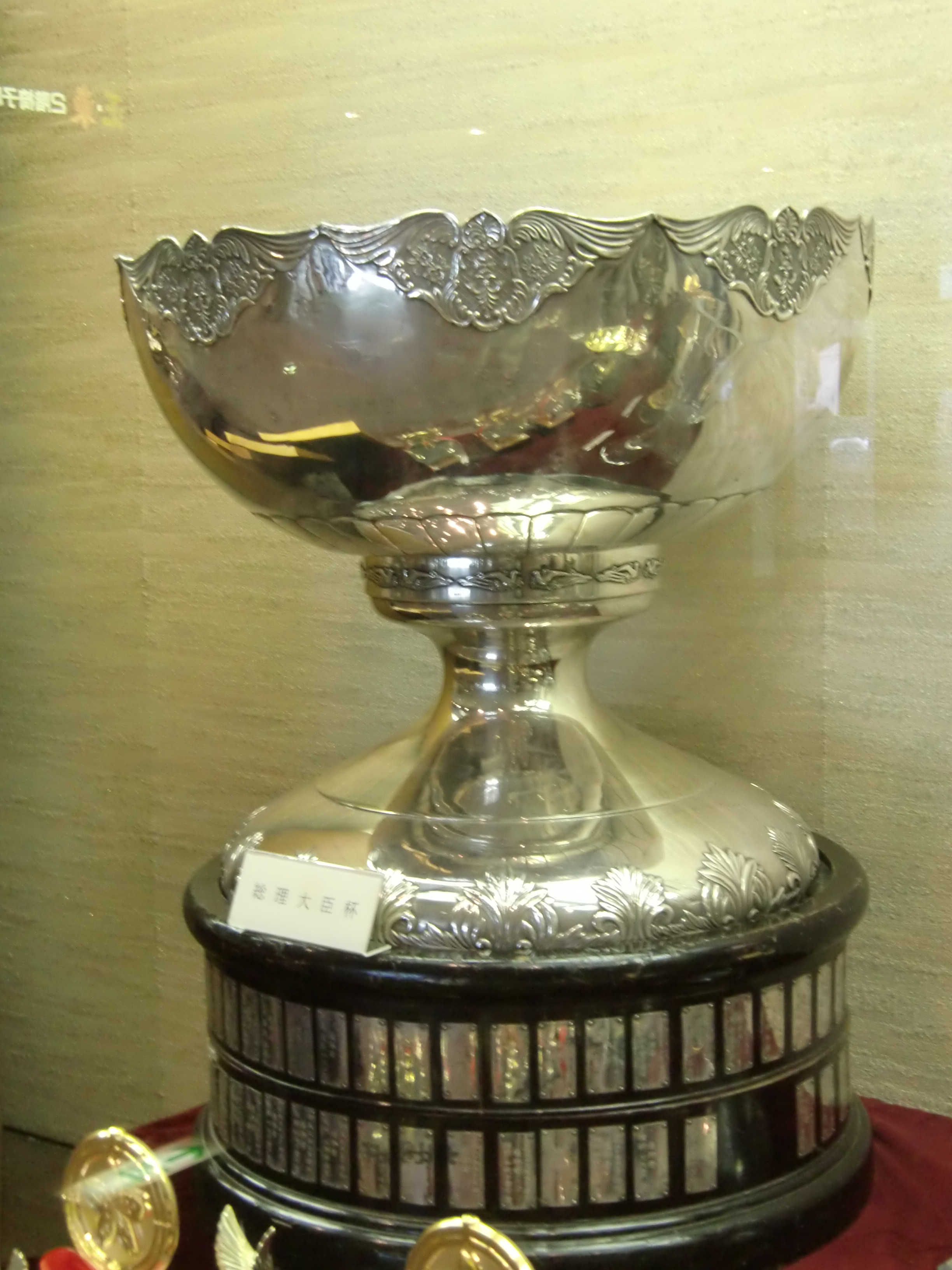
A Miniszterelnöki Kupa

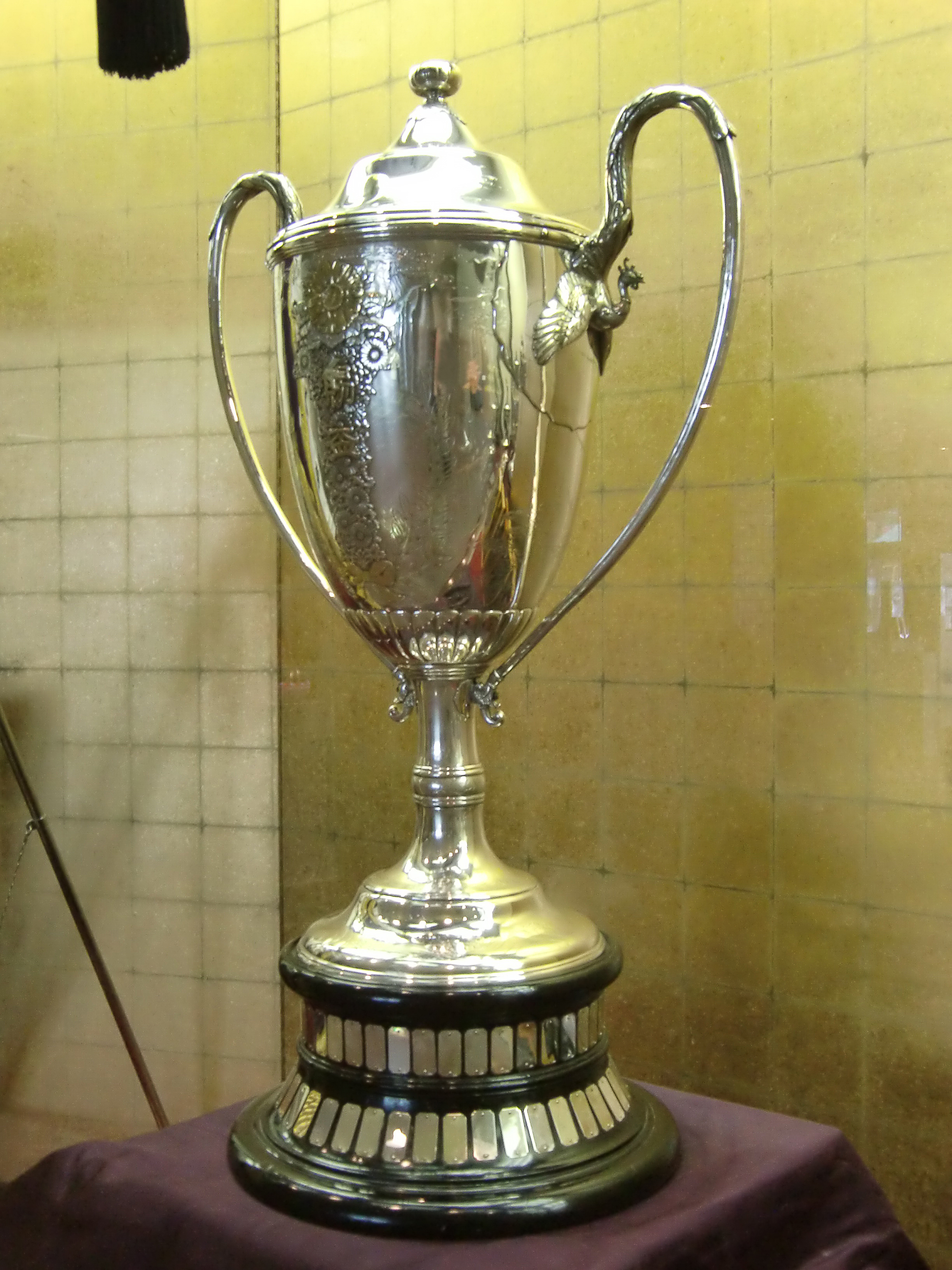
A Császári Kupa

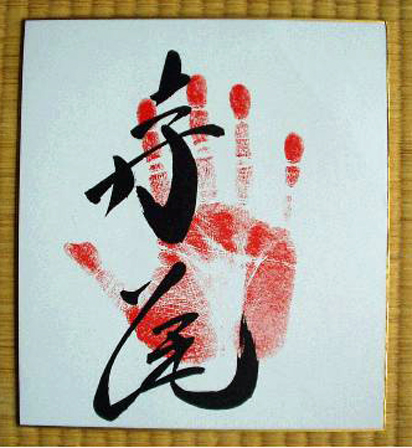
Terao tegatája

Ez a cikk a szumóban használatos szavakat és kifejezéseket írja le.

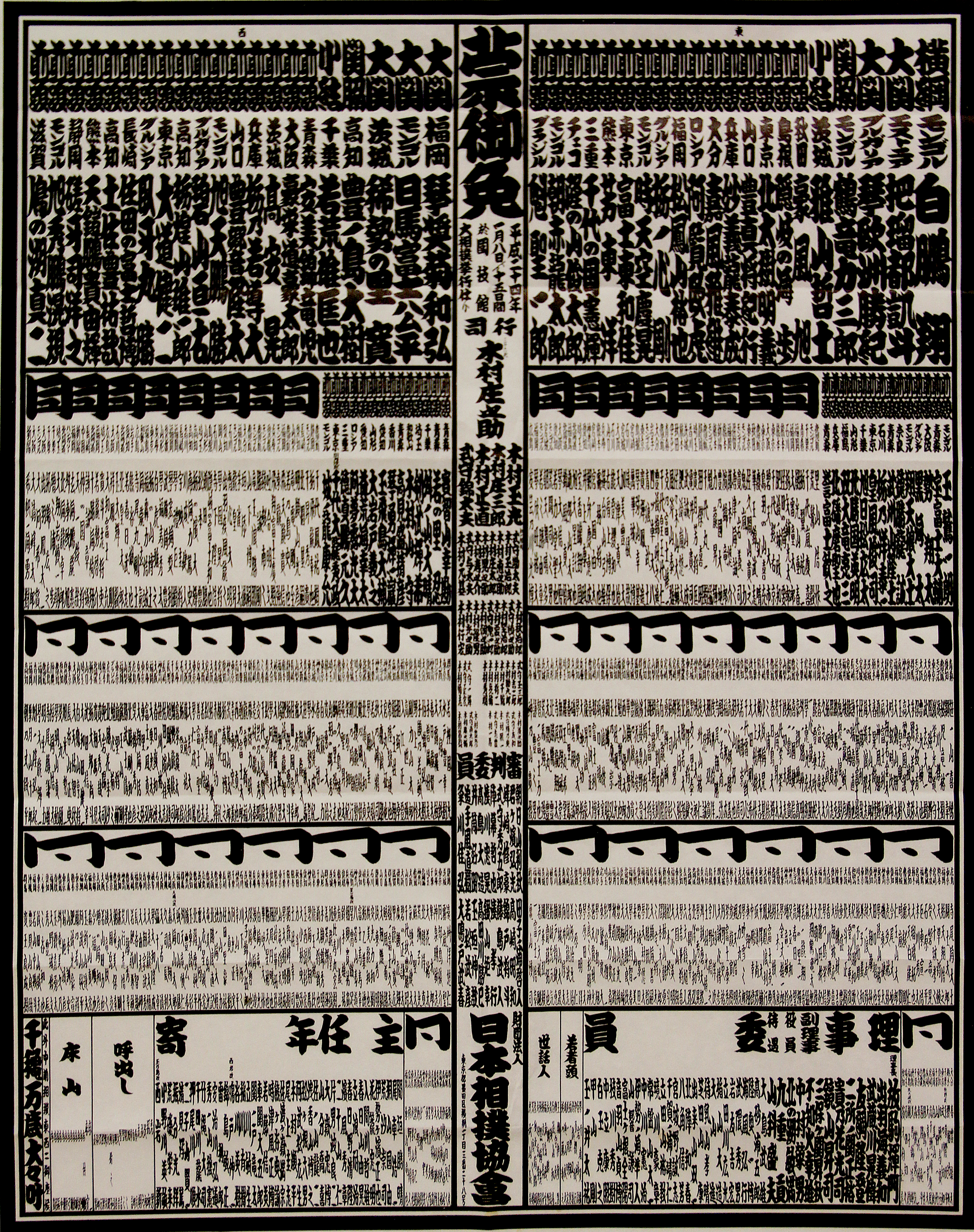
A 2012. januári baso banzukéja.

agari zasiki (上がり座敷 - agari zashiki)
Egyfajta nézőtér a heja edzőterméhez. Tatamival fedett, innen figyelhetik a látogatók és az edzők a szumóedzéseket.
agemaki (揚巻/揚げ巻)
Zsinór, mellyel a jakata függönyeit állítják.
ai-jocu (相四つ - ai-yotsu)
Megegyező oldalpreferencia. Lásd jocu-zumó.
aka-busza (赤房 - aka-busa)
Piros bojt, a nyár jelképe. A jakatáról lóg.
aka-busza-sita (赤房下 - aka-busa-shita)
A piros bojt alatt. A dohjó délkeleti sarka.
akeni (明け荷)
Bambusz hordozóláda, melyben a cukebitók hordják az általuk szolgált birkózók holmijait. Piros vagy zöld színű.
ani-desi (兄弟子 - ani-deshi)
Idősebb, vagy magasabb rangú rikisi.
ao-busza (青房 - ao-busa)
Zöld bojt, a tavasz jelképe. A jakatáról lóg.
ao-busza-sita (青房下 - ao-busa-shita)
A zöld bojt alatt. A dohjó északkeleti sarka.
azukari (預り)
Felfüggesztés. Egyfajta döntetlen. A mono-ii, a gjódzsi vagy a simpan-ii "felfüggeszti" az eredményt, mert az túl szoros volt, nem lehetett megállapítani, hogy ki a győztes. Ezt a rendszert 1927-ben eltörölték, helyette jelenleg torinaosira (újrajátszásra) kerül sor.
banzuke (番付)
A tornák versenykiírása és az azt leíró táblázat, melyen az előző versenyen elért rang és égtáj (kelet vagy nyugat) szerint vannak listázva a birkózók. A banzuke kínos alapossággal megrajzolt kalligráfiával készül (szumó-dzsi) és két héttel a torna kezdete előtt adják ki.
banzuke-gai (番付外)
Listáról hiányzó [birkózó]. Egy még nem rangsorolt birkózó, vagy egy olyan, aki már nem szerepel a banzukén sérülés, vagy egyéb hiányzás miatt.
baso (場所 - basho)
Helyszín. Minden szumóverseny. Lásd még: honbaso.
beja (部屋 - beya)
Lásd heja.
bincuke (鬢付け - bintsuke)
Más néven bincuke abura (bincuke olaj). Egyfajta japán hajkenőcs, amely főleg viaszból és keményített kamillaolajból áll. Ezzel kezelik a birkózók haját, hogy elérjék a megfelelő formát, csillogást és azok jellegzetes illatát. Kizárólag a tokojama fodrászok használják.
bucukari-geiko (打つかり稽古 - butsukari-geiko)
Szumóedzés-gyakorlat. A támadó nekifutásból nekirohan a védekezőnek és a dohjó széléig tolja.
cujuharai (露払い - tsuyuharai)
Szó szerinti fordításban "harmatseprő", jelentése felvezető, hírnök. Lásd még: dohjó-iri.
cukebito (付け人 - tsukebito)
Szekitori szolgálatában álló, alacsony rangú rikisi.
cuna (綱 - tsuna)
Nehéz, fonott kötél, erről kapta nevét a jokozuna rang is. Körülbelül 15 kg tömegű, a közepén sokkal vastagabb, mint a két végén, ezt köti a jokozuna a derekára a dohjó-irin, elöl a vastag részével. Ezen felül a kötélről lóg öt side is, ezek cikkcakk alakú papírcsíkok, melyek villámokat szimbolizálnak. A díszes kötél erősen emlékeztet a sintó vallás szent helyeit határoló simenavára.
cunaucsi siki (綱打ち式 - tsunauchi shiki)
Cuna-készítési ceremónia, minden évben háromszor, a tokiói honbasókat megelőzően előtt kerül rá sor, helyileg a jokozunák istállója előtt.
cuppari (突っ張り - tsuppari)
Gyors egymás utánban végrehajtott tolóirányú, nyitott tenyeres ütéssorozat. Lásd még: harite.
curijane (吊り屋根 - tsuriyane)
Lásd: jakata.

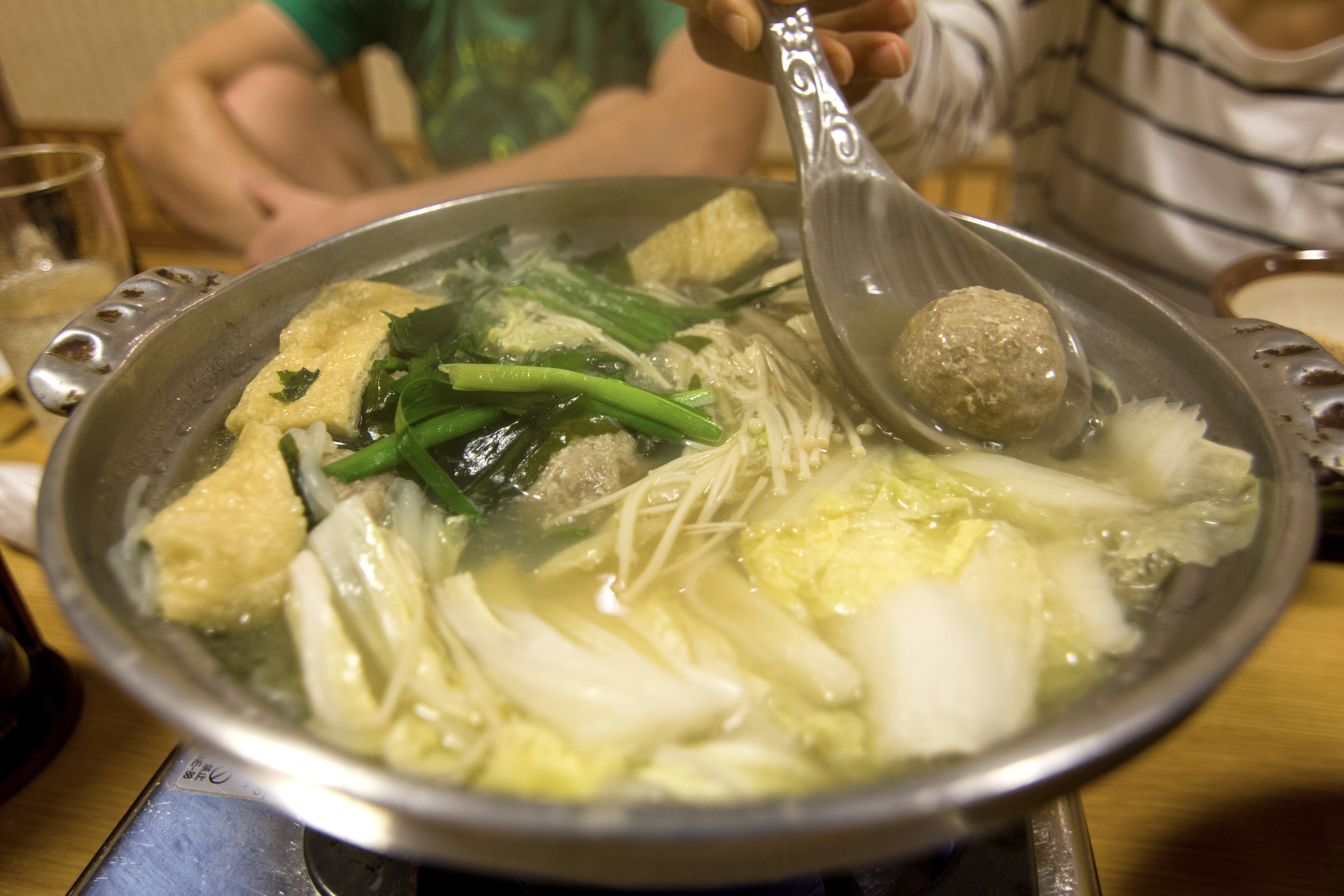
Csankonabe.

csankonabe (ちゃんこ鍋 - chankonabe)
Sűrű leves. A tömegnövelő étrendet követő szumóbirkózók nagy mennyiségben fogyasztják. Alapjául dasi (japán halalaplé), vagy szakéval és mirinnel ízesített egyéb alaplé szolgál. A hejákban nagy mennyiséget szoktak belőle egyszerre készíteni különböző, nagy fehérjetartalmú hús- és egyéb betétekkel (tofu, csirke-, hal-, ritkábban marhahús) és zöldségekkel (japán retek, bok-csoj, stb.).
csanko-ban (ちゃんこ番 - chanko-ban)
Aznapi szakács rikisi, aki a csankonabe-t készíti.

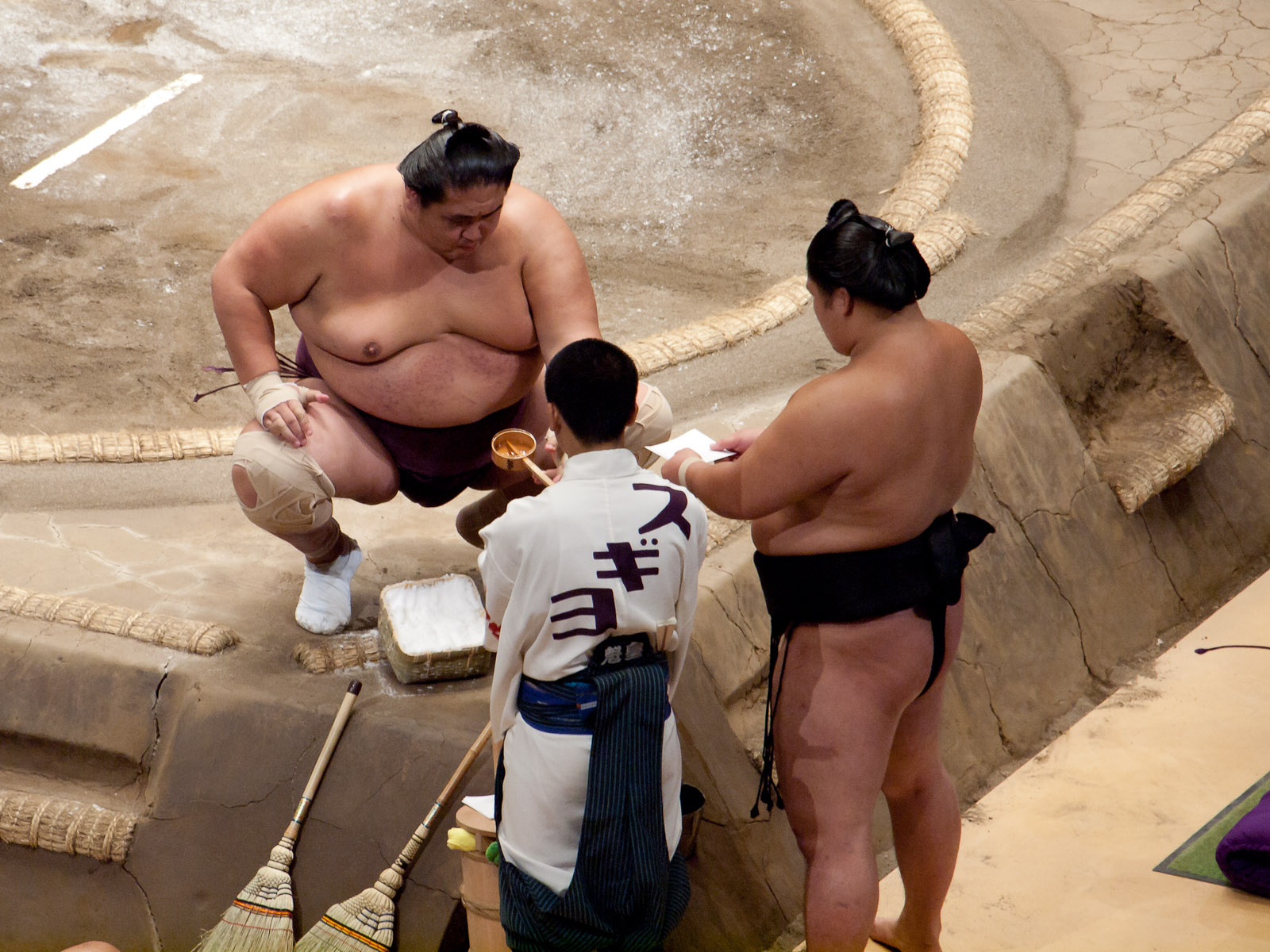
A csikara-mizu és csikara-gami szertartás.

csikara-gami (力紙 - chikara-gami)
Erőt adó papír. Ezzel takarják el szájukat a birkózók, amikor kiköpik a csikara-mizut.
csikara-mizu (力水 - chikara-mizu)
Erőt adó víz. Azt a kanálnyi vizet hívják így, mellyel a birkózók a küzdelem előtt kiöblítik a szájukat. Olyan birkózónak kell átadnia ezt az őt követő harcosnak, aki győztes volt a saját küzdelmében azon az oldalon előzőleg, vagy ha vesztes volt, akkor a következő küzdelem adott oldali birkózója adja át. Ha egy vesztes vagy az ellenkező égtáj győztese adná át, az balszerencsét hozna a küzdőre. Ez a rendszer egészen az utolsó mérkőzési napig (muszubi no icsiban) jól működik, ennek végén viszont eljön a torna utolsó küzdelme, amely előtt az előző birkózók közül az egyik szükségképpen vesztes volt és nem jön utána újabb küzdelem. Ilyenkor az adott oldal két vagy három mérkőzéssel azelőtti győztese adja át a csikara-mizut. A vizet átadó harcost kacsi-nokorinak hívják.
csonmage (丁髷 - chonmage)
A hagyományos japán hajviselet fejtetőn hordott konttyal, melyet ma már csak rikisik hordanak, ez tehát a szumóbirkózók egyik ismertetőjele.
danpacu-siki (断髪式 - danpatsu-shiki)
Visszavonulási szertartás, egy birkózói karrier lezárása. Olyan birkózónak jár ez a fajta megtiszteltetés, aki legalább 30 tornán vett részt szekitoriként. A szertartásra a Rjógoku Kokugikanban kerül sor, melynek során a birkózó csonmageját levágják (először barátok, kollégák egy-egy kisebb darabot, végül a maradékot általában a sisó).
deasi (出足 - deashi)
Folyamatos előre irányuló mozgás. Technika, amikor az egyik küzdő folyamatos hátrálásra kényszeríti, avagy szembehelyezkedve eltolja a másikat.
degeiko (出稽古)
Vendégedzés egy másik hejában.
dezu-iri (手数入り)
A jokozuna dohjó-irije.
dohjó (土俵 - dohyō)
A küzdőtér (szlengben: ring). Ezen kerül sor a szumóbirkózók páros küzdelmére. Különleges fajtájú agyagból készül, a tetejére homokot szórnak. Minden torna előtt újonnan készítik el, a gjódzsi felszenteli még az első küzdelem előtt.
dohjó-damari (土俵溜まり - dohyo-damari)
A dohjó körüli ülőhelyek, ahol a birkózók, gjódzsik a sorra kerülésükre várakoznak, illetve itt ülnek a simpanok is.
dohjó-iri (土俵入り - dohyō-iri)
Belépési szertartás, melyet a dzsúrjó és a makuucsi osztály birkózói hajtanak végre. A keleti és nyugati oldali küzdők együtt, de egymás után végzik, a jokozunák külön, saját dohjó-irit mutatnak be. A jokozuna dohjó-iri két fő stílusa az Unrjú és a Siranui, melyeket Unrjú Kjúkicsiről és Siranui Kóemonról neveztek el. A végrehajtáskor a jokozunát ketten kísérik, a tacsimocsi, valamint a cujuharai.

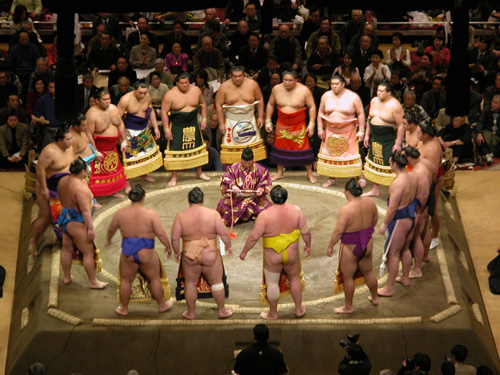
Dohjó-iri szertartás.

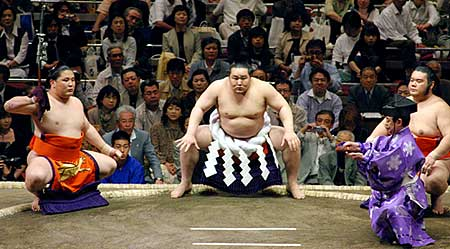
A 68. jokozuna, Aszasórjú dohjó-irije, derekán cuna.

dohjó-macuri (土俵祭り - dohyo-matsuri)
A dohjó felszentelési (megtisztítási) rituáléja a torna első napján.
dohjó-mavasi (土俵回し - dohyo-mawashi)
Tornán hordott mavasi. Hivatalosan a Szumószövetség csak sötétkék vagy fekete színű viselését engedélyezi, de ezt a szabályt nem veszik olyan komolyan.
dzsa-no-me (蛇の目 - ja-no-me)
"Kígyószem". Ez a homoksáv öleli körbe a dohjó széleit jelölő szalmabálákat, a jobidasik többek között ezt söprögetik a küzdelmek előtt. Célja, hogy a homokban hagyott nyomokból esetleg könnyebben megállapítható legyen a küzdelem győztese.
dzsikan desz (時間です - jikan desu)
Itt az idő! A gjódzsi felhívása a kezdésre.
dzsinku (甚句 - jinku)
Lásd: szumó-dzsinku.
dzsói-dzsin (上位陣 - jōi-jin)
Magas rangúak. Azokra a birkózókra használják, akik potenciálisan szembekerülhetnek egy jokozunával a tornán. Gyakorlatban maegasira 4 vagy afölötti rangúakat jelenti.
dzsonidan (序二段 - jonidan)
Alulról a második szumóosztály, a dzsonokucsi fölött és a szandanme alatt helyezkedik el.
dzsonidan-kaku (序二段格 - jonidan-kaku)
A jobidasik és a gjódzsik nyolcadik rangfokozata.
dzsonokucsi (序の口 - jonokuchi)
A legalsó szumóosztály, maga a kifejezés azt jelenti, hogy "ez még csak a kezdet".
dzsonokucsi-kaku (序の口格 - jonokuchi-kaku)
A jobidasik és a gjódzsik legalacsonyabb (kilencedik) rangfokozata.
dzsungjó (巡業 - jungyō)
Regionális, a szumót népszerűsítő körutak, melyeket a tornák között rendeznek, ilyenkor a birkózók bemutatóküzdelmeket vívnak. Néha külföldön is tartanak ilyeneket.
dzsunjúsó (準優勝 - junyūshō)
A bajnokság második helyezésének nem hivatalos megnevezése.
dzsúrjó (十両 - jūryō)
Tíz rjó. Eredetileg ennyi volt egy profi birkózó fizetése. Ma a második legmagasabb osztályt jelenti a szumóban, mely a makuucsi alatt és a makusita fölött van, egyben ez a legalacsonyabb olyan osztály, ahol a birkózók fizetést kapnak és sokrétű kiváltságokat élveznek.
dzsúrjó-kaku (十両格 - juryo-kaku)
A jobidasik és a gjódzsik ötödik rangfokozata.
e-banzuke (絵番付)
Illusztrált banzuke (nem hivatalos).
ebosi (烏帽子 - eboshi)
A gjódzsi kalapja, fekete színű.
fumi-davara (踏み俵 - fumi-dawara)
A dohjó oldalába vájt lépcsőfokok.
fundosi (褌 - fundoshi)
Ágyékkötő. Micuként hivatkoznak rá, összefoglaló kifejezés az ünnepi kötényre és a mavasira.
fundosi-kacugi (褌担ぎ - fundoshi-katsugi)
Degradáló jelző az alacsonyabb rangú rikisikre. Arra utal, hogy a saját mavasijukon kívül a többiekét is ők mossák.
fusza (房 - fusa)
A jukatáról lógó bojtok, melyek az évszakokat jelképezik, továbbá a gjódzsi gunbai-járól lógó színes bojtot is így nevezik.
fuszenpai (不戦敗 - fusenpai)
Kiírt küzdelemről hiányzás miatti automatikus vereség. Ha egy birkózó sérülés vagy egyéb ok miatt feladja a tornát, a következő küzdelmét automatikusan elveszti, a többinél pedig távollét lesz feltüntetve az eredménytáblázatokon.
fuszensó (不戦勝 - fusenshō)
Az ellenfél kiírt küzdelemről való hiányzása miatti automatikus győzelem. A rendszert az 1927 májusi tornán vezették be, végső formáját Hitacsiiva és Miszugiiszo 1928 januári esetét követően nyerte el, azt megelőzően a távollétet mindkét birkózóhoz beírták, függetlenül attól, hogy melyikük miatt maradt el a küzdelem.
gaburi-jori (がぶり寄り - gaburi-yori)
Az ellenfél eltolása törzzsel.
ginó-só (技能賞 - ginō-shō)
Technikai díj, melyet szekivake rangtól lefelé lehet elnyerni. Lásd: szansó.
gjódzsi (行司 - gyōji)
Szumó döntőbíró. Számos feladata van a bíráskodáson kívül, részt vesz a például a banzuke elkészítésében is. Előmenetelük a birkózókéhoz elnevezéseiben nagyon hasonló rangrendszer keretein belül történik. Ruházatuk és annak egyes elemei egyértelműen jelzik rangfokozatukat.
gjódzsi-damari (行司溜り - gyōji-damari)
A következő mérkőzésre váró gjódzsi helye a dohjó mellett, lásd még: damari.
gunbai (軍配)
Harci legyező, a döntőbíró (gjódzsi) alapvető kelléke, ezzel jelzi a győzelmet és a különböző utasításokat. Régen szamuráj katonatisztek használták parancsok kiosztásához.
gunbai-dóri (軍配通り - gunbai-dōri)
A bírói tanácskozást (mono-ii) követően a gjódzsi döntését a többi bíró (simpan-ii) megerősíti. Szó szerinti fordításban "[a] gunbai szerint".
 gunbai-szasicsigae (軍配差し違え - gunbai-sashichigae)
A gjódzsi döntésének mono-iit követő megváltoztatása. Szó szerinti fordításban: "[a] gunbai rossz irányba mutat[ott]".
hakkejoi (はっけよい - hakkeyoi)
A szumó mérkőzésvezető (gjódzsi) által használt biztatószó melyet küzdelem közben kiabál, általában amikor az holtpontra jutott (megállt). Jelentése körülbelül "Adj bele mindent!", "Mindent bele!".
hanamicsi (花道 - hanamichi)
Két égtáj (kelet és nyugat) felőli "ösvény", amin végigmenve a dohjóra lehet jutni az öltözőkből. A valóságban ez egy zárt, majd az arénában a nézőtér szekciói között vezető nyitott folyosót jelent.
hacu (初 - hatsu)Az "első-", szóösszetételen belül használt előtag. Például: hacu-basó: az év első, januári tornája.
hacu-dohjó (初土俵 - hatsu-dohyo)
A birkózó első dohjóra lépése.
hacu-kao-avasze (初顔合わせ - hatsu-kao-awase)
Az a küzdelem, amikor két rikisi először találkozik a makuucsi osztályban.
hana-zumó (花相撲 - hana-zumo)
A honbasókon kívüli szumótornák és események.
haridasi (張り出し - haridashi)
Túlnyúlás. Ha kettőnél több birkózó birtokolja bármely szanjaku rangot, azt haridasinak nevezik. Onnan ered, hogy 1995 előtt az ilyen birkózók neve "túlnyúlt" a banzuke adott ranghoz tartozó helyén a makuucsit leíró sorban. Ma már ez csak egy informatív jelölés, ma már mindenki a soron belül van listázva a banzukén.
harite (張り手)
Nyitott kézzel tolás (inkább egyfajta tolóirányú, gyors csapás). Osi-zumó küzdelmi technika.
hazuosi (筈押し - hazuoshi)
Ellenfél eltolása a hónalj alá nyúlva. A kifejezésben a hazu előtag a nyílvessző végén lévő rovátkát jelenti ahol az a húrhoz illeszkedik, ugyanakkor jelenti a tenyér ilyen formájú részét is a mutatóujj és a hüvelykujj között. A szumóban tehát az ellenfél hónalját így megtámasztva és eltolva elkerülhető, hogy az megragadja a birkózó övét (lásd még jocu-zumó).
heja (部屋 - heya)
Szumóistálló, szó szerinti fordításban "szoba". Az a létesítmény, ahol a birkózók élnek és gyakorolnak. Amennyiben szóösszetétel része, bejának ejtendő és írandó, például egy konkrét hejára történő hivatkozásnál: Mijagino-beja.
hejagasira (部屋頭 - heyagashira)
A heja legmagasabb rangú birkózója.
henka (変化)
Kitérés a támadás elől. Legtöbbször a tacsi-ai után használják a küzdők a lenyomásos technikák (például hatakikomi, szokubiotosi) kivitelezéséhez (amikor az ellenfél fejét, nyakát vagy hátát lefelé nyomva próbálják azt földre kényszeríteni). A henkát általában rossz, magas rangú birkózóhoz méltatlan technikának tartják. A vélemények megoszlanak a kérdésben, van, aki szerint ez egy jó csel és segít megfelelő egyensúlyt teremteni a lenyomáshoz. Szó szerinti jelentése "változás, változtatni".
hidari-jocu (左四つ - hidari-yotsu)
Fogás balról. Lásd jocu-zumó.
higasi (東 - higashi)
Kelet - a dohjó és a banzuke kissé magasabb presztízsű oldala.
hikivake (引分 - hikiwake)
Döntetlen. Régen általános jelenség volt a szumóban, ma már nagyon ritka (főleg a jó minőségű videófelvételek lassított visszajátszási és elemzési lehetőségei miatt).
hikkake (引っ掛け)
Küzdelmi technika: húzás.
hiramaku (平幕)
A maegasira rang másik neve.
hitatare (直垂れ)
A gjódzsi ruházata és fizetése.
hivaza (非技 - hiwaza)
Technika nélkül. Olyan győzelem, amely nem konkrét győztes technika (kimarite) kivitelezésével született. A Japán Szumószövetség öt konkrét hivazát tart nyilván. Példa: cukite (つき手 - tsukite), amikor az ellenfél a birkózó bármiféle látható beavatkozása nélkül veszít (kilép a körből vagy a talpán kívül bármely testrészével megérinti a földet például elcsúszás, egyensúlyvesztés miatt).
hjósigi (拍子木 - hyōshigi)
Keményfából készült lécek, melyek összeütésének jellegzetes hangját a jobidasi a közönség figyelmének felkeltéséhez használja. Tradicionális japán hangszer, melyet színházakban is használnak.
honbaso (本場所 - honbasho)
Hivatalos szumótorna. Évente hat alkalommal rendezik, az itt elért eredmények a birkózók rangsorolásának alapját képezik.
hositori-hjó (星取り表 - hoshitori-hyo)
A rikisik eredményeinek követésére alkalmas biankó táblázat, melyet a nézők maguk tölthetnek ki.
icsidai tosijori (一代年寄 - ichidai toshiyori)
"Egygenerációs tulajdonos". Kimagasló teljesítményű jokozunáknak adományozható olyan kabu, amihez a visszavonult birkózó saját sikonája jár, megtarthatja tehát a nevét az istállóhoz; nagy megtiszteltetést jelent. Ez a kabu eltér a többitől abban, hogy nem adható el és nem örökíthető, az ojakata visszavonulása után megszűnik. Eddig hárman éltek a lehetőséggel: Taihó, Kitanoumi és Takanohana, a szövetség felajánlotta Csijonofudzsinak is, de ő a normál részvényvásárlást választotta.
icsimon (一門 - ichimon)
Összetartozó istállók (heják) csoportja. Hat csoport létezik: Devanoumi, Nisonoszeki, Takaszago, Tokicukaze, Iszegahama és Takanohana. 1965 előtt nemcsak az egyes heják, hanem az egyes csoportok birkózói sem küzdöttek egymással tornán.
inasi (往なし - inashi)
Oldalra lépni, kitérni. A henkával ellentétben, mely közvetlenül a kezdő támadás során történő kitérést jelent, az inasi már ezt követően történik: az ellenfelet oldalról megragadva próbálja a birkózó kilökni a körből.
intai-zumó (引退相撲 - intai-zumo)
Visszavonulás, a szumókarrier lezárása.
ita-banzuke (板番付)
A szumóarénák előtti nagy méretű táblára kiragasztott banzuke.
ittó-tokojama (一等床山 - itto-tokoyama)
Legmagasabb rangú fodrász (tokojama).
jagura (櫓 - yagura)
Az aréna bejárata előtti oszlop vagy állvány, taikoval (japándob) a tetején, ennek segítségével hirdetik, hogy éppen folyik egy baso.
jagura-daiko (櫓太鼓 - yagura-daiko)
A jagura tetején lévő dob.
jakata (屋形 - yakata)
Sintó oltárra emlékeztető tetőszerkezet, mely a dohjó fölött lóg.
jaocsó (八百長 - yaochō)
Bunda, előre megbeszélt eredményű küzdelem. Csalás.
jaszumi (休み - yasumi)
Pihenni. A rikisi betegség vagy sérülés miatti, saját kezdeményezésű kimaradása a tornáról, ilyenkor minden mérkőzésénél "jaszumi" szerepel a neve mellett.

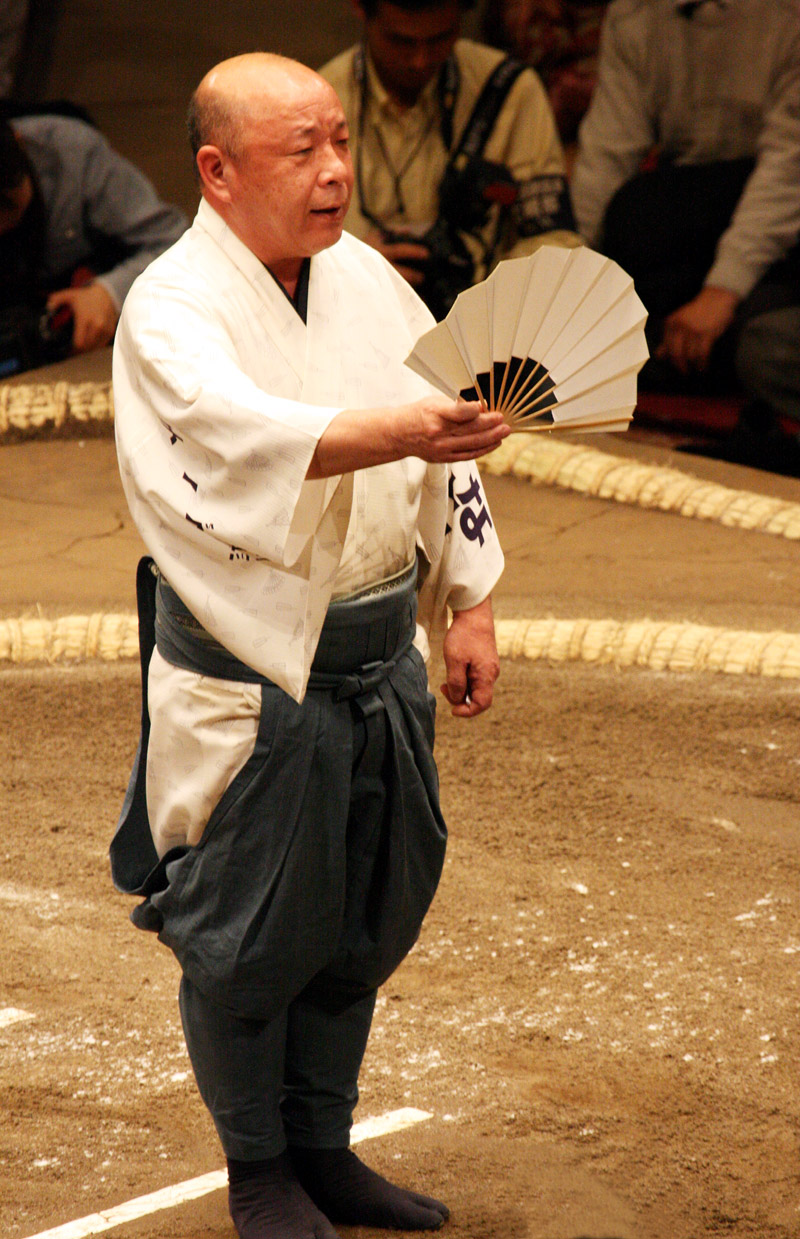
Egy jobidasi.

jobidasi (呼出 or 呼び出し - yobidashi)
Jegyszedő vagy bemondó. Általános feladatokat ellátó asszisztens a tornákon. Ők hívják küzdelemre a birkózókat, ők építik és tartják rendben a dohjót, ők viszik körbe a szponzori zászlókat, biztosítják a folyamatos sóutánpótlást és felügyelik a csikara-mizut. Ezen kívül sok kisebb, a torna lebonyolításával kapcsolatos egyéb feladatot is ellátnak.
jocu-zumó (四つ相撲 - yotsu-zumō)
A szumóbirkózási technikák két alapvető típusra oszthatók: osi-zumó és jocu-zumó. A jocu-zumó főként test-test elleni küzdelmet jelent, melynek során a birkózók egymás övét megragadva próbálják legyőzni ellenfelüket. Innen ered az elnevezés is, szó szerinti fordításban "négy [kéz a mavasin] szumó"-t jelent. A jocu-zumónak több altípusa létezik: migi-jocu, amikor az egyik birkózó szasitét (fogást) alkalmaz jobbról (migi), ami azt jelenti, hogy jobb kezével az ellenfél bal keze alá nyúlva megragadja annak mavasiját. A hidari-jocu ennek tükörképe, amikor balról (hidari), bal kézzel nyúl az ellenfél jobb keze alá. A jocu-zumó technikát használó szumósnak legtöbbször van egy domináns keze, melyet többet használ, mint a másik oldalon lévőt (így tehát vannak migi-jocu és hidari-jocu harcosok). Ha valakinek nincs preferált oldala, azt namakura-jocunak nevezik, ahol a namakura szó szerint "lustát", "gyávát" jelent, ez a kifejezés tartalmilag tehát rossz fényben tünteti fel az oldal nélküliséget. Van még egy fogástípus, a moro-zasi, ez szó szerint "szasite mindkét oldalon", ahol mindkét kéz az ellenfelén belül van, ez egy nagyon erős fogás. Egyetlen valódi ellenszere a kimedasi technika, mely az ellenfél kezeinek felülről átkarolása és összeszorítás által a fogás gyengítését szolgálja, így lehetősége nyílik a birkózónak kiszorítania ellenfelét a dohjóról. A kimedasi ismert még kannuki néven is, ez reteszt, lezárást is jelent. Ha mindkét birkózó jocu-zumó stílusban küzd és ugyanazt a fajta fogást használják, akkor a szimmetrikus átfogást ai-jocunak, vagy együttes jocunak nevezik. Ha viszont eltérő oldalpreferenciájúak, azt kenka-jocunak nevezik. Ilyen helyzetben általában azon rikisi győzelme várható, aki a domináns oldali fogását előbb megtalálja ellenfelén.
jokozuna (横綱 - yokozuna)
Vízszintes kötél. A szumó legfelsőbb rangja, általában nagy bajnok-nak fordítható. Nevét a dohjó-iri közben derékon viselt kötélről kapta (ilyet értelemszerűen csak a jokozunák hordhatnak, lásd még: cuna). A jokozunák kinevezése nem automatikus, lásd Jokozuna Singi Kai. Lefokozni sem lehet őket, sorozatos rossz tornaeredmény elszenvedése esetén a jokozunák legtöbbször maguktól visszavonulnak.
Jokozuna Singi Kai (横綱審議会 - Yokozuna Shingi Kai) vagy Jokozuna Singi Iinkai (横綱審議委員会 - Yokozuna Singi Iinkai)
Jokozuna Jelölő Bizottság. 1950-ben alapított szervezet, melynek 15 fős tagságát a Japán Szumószövetségen kívülről választott tisztviselők alkotják, ők mérlegelik, hogy mely birkózó teljesíti a leendő jokozunával szemben támasztott elvárásokat, tehát hogy ki jöhet szóba az erre a rangra történő előléptetésre. Ajánlásukat továbbítják a Szumószövetséghez, ahol a végső döntés születik a kérdésben. Aktív jokozunák teljesítményét is véleményezik.

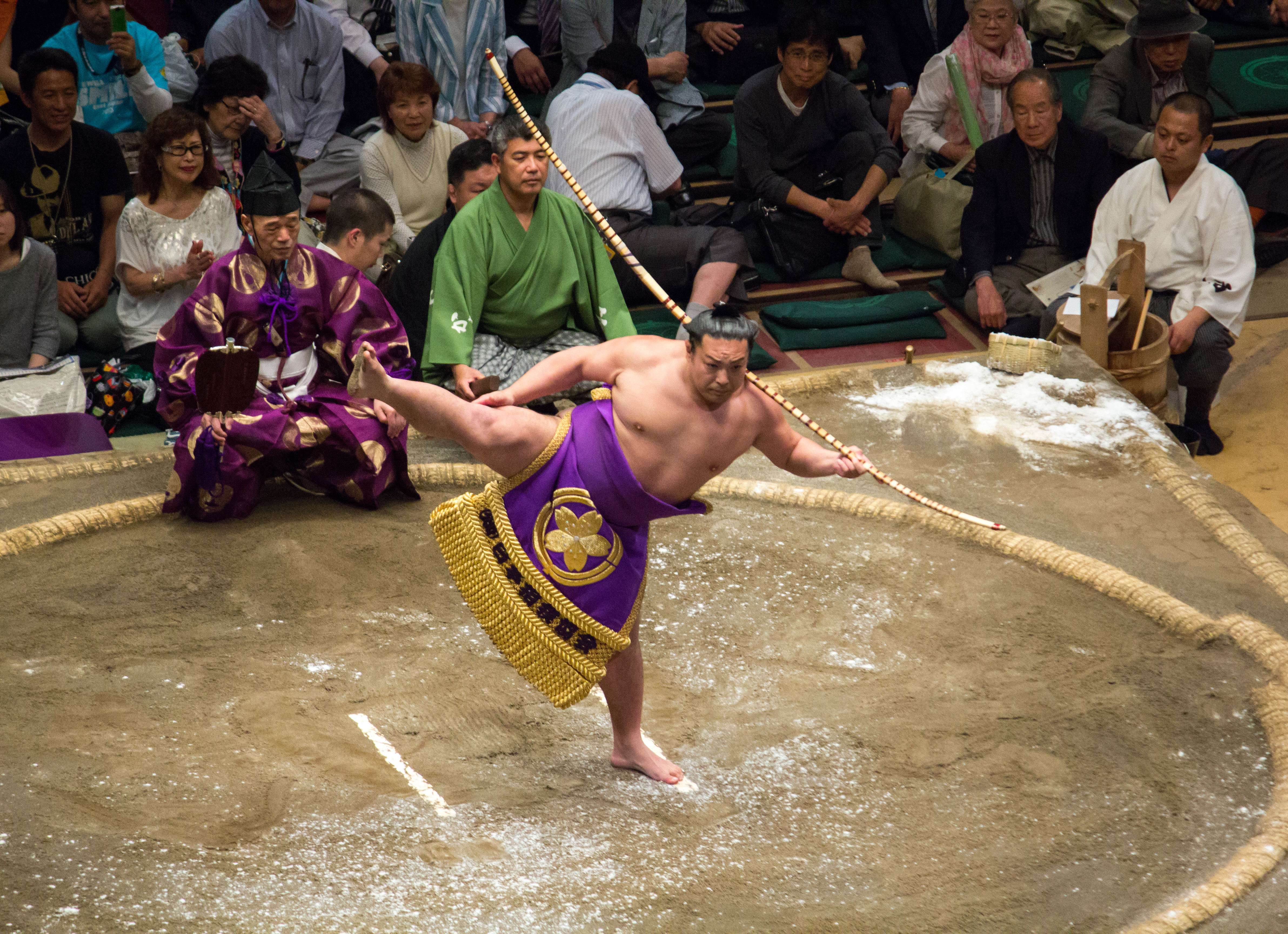
A jumitori-siki rituálé

jon-tó tokojama (四等床山 - yon-to tokoyama)
Negyedik osztályú tokojama (fodrász).
jukata (浴衣 - yukata)
A birkózók hétköznapi, de tradicionális, pamut ruhája.
jumitori (弓取 - yumitori)
Lásd jumitori-siki.
jumitori-siki (弓取り式 - yumitori-shiki)
Az íjforgató ünnepi rituálé, melyre a torna minden napjának végén sor kerül. Ezt egy előre kijelölt birkózó (jumitori) hajtja végre, aki általában a makusita osztályban versenyez és aki szokás szerint az egyik (vagy egyetlen) jokozuna istállójából jött a tornára.
júsó (優勝 - yūshō)
Bajnoki cím. Minden osztályban van júsó, értelemszerűen a legtöbb győzelmet elérő birkózó lesz az osztály bajnoka.
kabai-asi (庇い足 - kabai-ashi)
Védekező láb. Vereséget nem okozó körön kívülre lépés, olyan, mint a kabai-te, csak lábra vonatkozóan.
kabai-te (庇い手)
Védekező kéz. Amikor két rikisi együtt esik el, az alul (földhöz közelebb) lévő birkózót sini-tainak nevezik, ami "holt testet" jelent arra utalóan, hogy akkor is ő a vesztes, ha nem az ő teste ér először a földhöz. Ilyen esetben - tipikusan a sérülés elkerülése érdekében - a felül lévő birkózó a kezével még az előtt megtámaszkodhat (kabai-te), hogy a sini-tai leérne a földre.
kabu (株)
Lásd tosijori kabu.
kacsi-age (搗ち上げ - kachi-age)
Küzdelmi technika. A birkózó magához szorítja kezeit és nekimegy az ellenfélnek, eltalálva annak mellkasát vagy állát, ezzel próbálva függőleges testhelyzetbe kényszeríteni őt. Ezt általában a tacsi-ai során alkalmazzák és az ellenfél megszédüléséhez is vezethet, ha az állat találja el. Szó szerinti fordításban "felfelé ütés"-t jelent. Az első kandzsi meglehetősen ritka, rizsfényezést és a mocsi rizssütemény készítését is jelenti (melynek során a főtt rizst egy fából készült pörölyfélével (kine) pürésítik).
kacsi-kosi (勝ち越し - kachi-koshi)
Egy tornán elért pozitív mérlegeredmény, vagyis több győzelem, mint vereség. Szekitoriknál ez 8-7 vagy annál jobb, alacsonyabb rangúaknál pedig 4-3 vagy annál jobb mérleget jelent. Aki kacsi-kosit ér el, az általában előrelép a rangsorban. Ellentéte a make-kosi.
kacsi-nokori (勝ち残り - kachi-nokori)
[Ott] maradó győztes. Az előző mérkőzés adott oldali győztese, aki átadja az őt követő rikisinek a csikara-mizut, majd a csikara-gamit.
kadoban (角番)
Az előző tornán negatív mérleggel zárt ózeki. Ha az éppen zajló tornán is make-kosit ér el, akkor lefokozzák. A jelenlegi szabályozás erre vonatkozóan 1969 júliusától érvényes, azóta több, mint 100 ilyen eset volt.
kakuage (格上げ)
Rangemelkedés, előléptetés.
kakuszage (格下げ - kakusage)
Rangcsökkenés, lefokozás.
 kanreki-dohjó-iri (還暦土俵入り - kanreki-dohyō-iri)
Korábbi bajnok 60. születésnapi dohjó-irije, ő a szertartáson piros színű cunát hord.
kantó-só (敢闘賞 - kantō-shō)
Különdíj. Lásd: szansó.
 keiko (稽古)
Szumóedzést végezni, szumót gyakorolni.
keiko-ba (稽古場)
Edzőterem, ahol az edzés folyik.
keiko-mavasi (稽古回し - keiko-mawashi)
Edzéshez használt mavasi, a szekitoriké világos, rendelésre készült darab, az alacsonyabb rangúak durvább, sötét színűt használnak, melyeket a magasabb rangúaktól kapnak kölcsön.
kekka (結果)
Versenyeredmény.
kenka-jocu (喧嘩四つ - kenka-yotsu)
Ellentétes oldalpreferencia. Lásd jocu-zumó.
kensó-kin (懸賞金 - kenshō-kin)
Szponzorok által felajánlott pénzdíj, melyet a gjódzsi nyújt át a győztesnek a legyezőjén. A küzdelem előtt a jobidasik körbeviszik a szponzorok zászlóit, ekkor a nevüket is bejelentik. A szponzori díjak felét a Japán Szumószövetség kapja. Egy-egy boríték 60 000 ¥ felajánlásból 30 000-et tartalmaz. Az egy győzelemért járó borítékok száma korlátozásmentes.

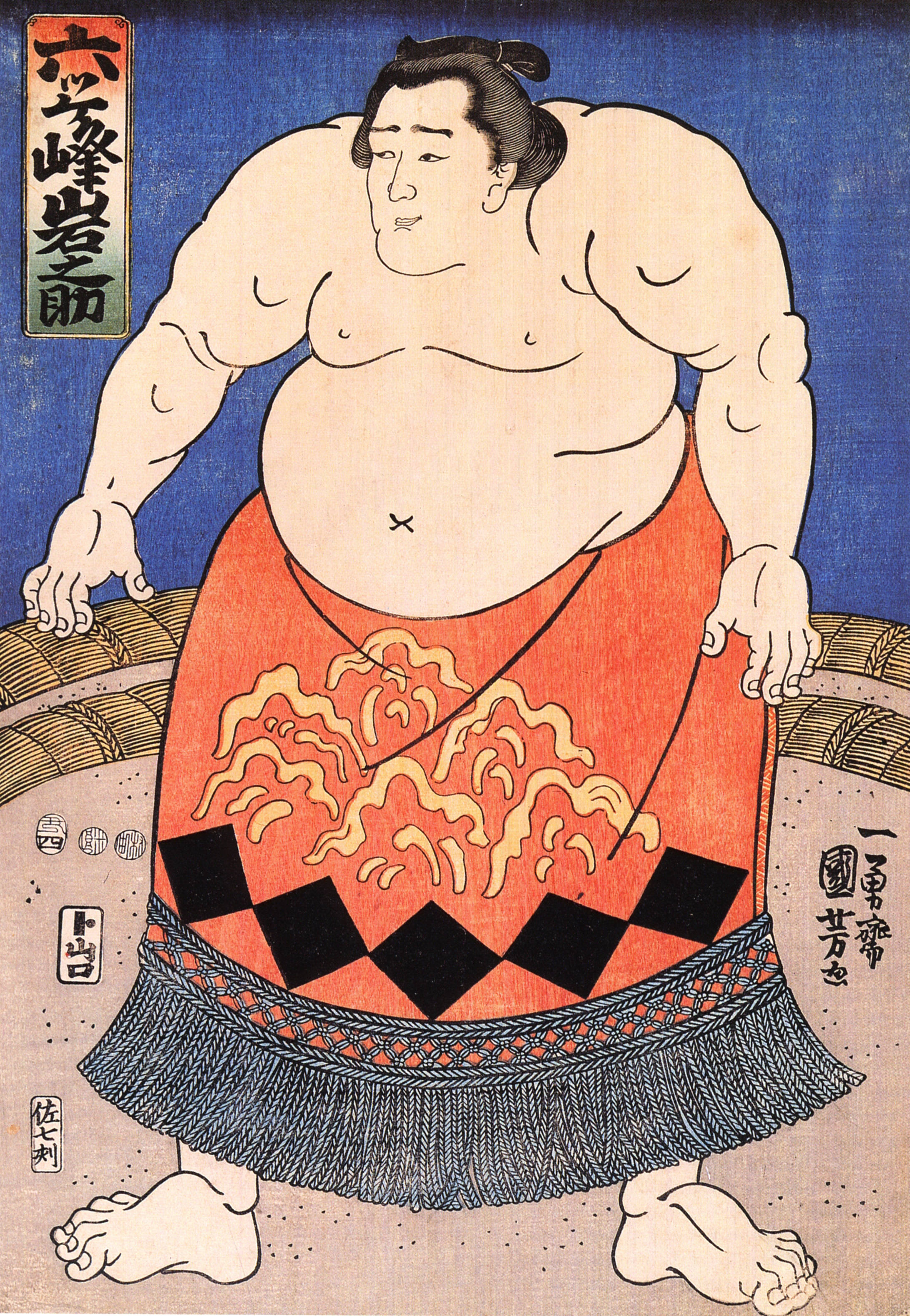
Egy Edo-korabeli birkózó kesó-mavasit visel.

kesó-mavasi (化粧廻し - keshō-mawashi)
Színes, díszes kötény, melyet a szekitorik a belépési ceremónián viselnek. Ezen kívül az újonc rikisik az első belépésükkor, továbbá a jumitori. Sokba kerülnek, többnyire a birkózó rajongói klubja vagy egy kereskedelmi szponzor finanszírozza ezek elkészíttetését.
kettei-szen (決定戦 - kettei-sen)
Kettő vagy több birkózót érintő döntetlen eredmény miatti rájátszás a torna utolsó napján.
kimarite (決まり手)
Győzelmi technika, melyet a küzdelem végén a gjódzsi bejelent. A Japán Szumószövetség 82 különböző kimaritét tart nyilván.
kimedasi (極めだし - kimedashi) vagy kannuki (閂)
Ellenfél fogásának átkarolása, ezzel annak gyengítése. Lásd jocu-zumó.
kinbosi (金星 - kinboshi)
Arany csillag. Az a maegasira kapja, aki tornán legyőz egy jokozunát. Fizetésemeléssel (állandó bónusz) jár.
kindzsite (禁じ手 - kinjite)
Tiltott kéz. Nem megengedett mozdulat, mely leléptetéssel jár. Ilyen például a zárt ököllel ütés, a rúgás, szemkinyomás és a hajhúzás. Manapság látható szabálytalanságok legtöbbje általában a (nem szándékos) hajhúzás.
kjúdzsó (休場 - kyūjō)
Távolmaradás, oka általában sérülés.
ko-davara (小俵 - ko-dawara)
Földdel töltött szalmazsák.
kóenkai (後援会 - koenkai)
Rajongói klub. A klasszikus rajongói kluboktól abban különbözik, hogy az általuk nyújtott anyagi támogatásokért, ajándékokért cserébe kapnak lehetőséget találkozni a birkózókkal. Győzelmi partikat szerveznek és ők gyűjtenek pénzt a kesó-mavasira is.
komuszubi (小結 - komusubi)
Kicsi csomó. A negyedik legmagasabb rang a szumóban, a szanjaku rangok legalacsonyabbja.
kósó szeido (公傷制度 - kōshō seido)
Nyilvános sérülés[nyilvántartó] rendszer. 1972-ben bevezetett rendszer, mely lehetővé tette a birkózóknak, hogy küzdelemben szerzett sérülés esetén ranguk elvesztése nélkül hagyják ki a következő basót. Ellentmondásossága miatt 2003-ban eltörölték.
kuiszagaru (食い下がる - kuisagaru)
Küzdelmi technika. A birkózó megfogja ellenfele övét elöl, majd a fejét a mellkasának szegve, alacsonyra helyezett súlyponttal megpróbálja kitolni a másikat a körből.
kumite (組み手)
Egy különlegesen hosszúra nyúlt páros viadal megszakításakor a birkózók helyzetének rögzítése.
kurobosi (黒星 - kuroboshi)
Fekete csillag. Vereség egy küzdelem során, fekete körrel jelölik.
kurobusza (黒房 - kuro-busa)
Fekete bojt, a tél jelképe. A jakatáról lóg.
kurobusza-sita (黒房下 - kuro-busa-shita)
A fekete bojt alatt. A dohjó északnyugati sarka.
maegasira (前頭 - maegashira)
Azok ott elöl. Az ötödik legmagasabb rang a szumóban, egyben a legalacsonyabb rang a makuucsiban. Ilyen rangú birkózók teszik ki a legfelső osztály nagy részét, nagyjából 30-an, a szanjakuk számától is függően (mivel a makuucsi maximális létszáma 42 és értelemszerűen nem a szanjakuk fognak másik osztályba kerülni túltöltöttség miatt). Normál esetben csak a felső néhány maegasira küzd szanjakukkal (前頭上位 - maegasira dzsói).
maemicu (前褌 - maemitsu)
A szumóbikrózók övének (mavasi) eleje. Maemicuként hivatkoznak arra is, ha valaki az ellenfél övét szemből ragadja meg.
maezumó (前相撲 - maezumō)
Szumó előtt. A ranggal még nem rendelkező szumóbirkózók első néhány küzdelme. Legalább egy ilyenben részt kell vennie a rikisinek ahhoz, hogy a következő honbaso legalsó (dzsonokucsi) osztályában már birkózhasson. Lásd még: sindzso.
make-kosi (負け越し - make-koshi)
Egy tornán elért negatív mérlegeredmény, vagyis több vereség, mint győzelem. A make-kosi általában lefokozással jár, habár az ózekikre külön szabályok vonatkoznak, továbbá jokozunát egyáltalán nem lehet lefokozni. Ellentéte a kacsi-kosi.
makikae (巻き替え)
Kar feletti övfogásból alsóba (karon belülire) váltás. Megfelelően kivitelezve gyorsan győzelemhez segítheti a birkózót, de visszájára is elsülhet, ha például az ellenfél ki tudja használni a pillanatnyi fogásvesztést.
makusita (幕下 - makushita)
Függöny alatt. Szerencsésebb a "függöny közelében"-nek fordítani. Felülről harmadik szumóosztály és a harmadik legnépesebb, fölötte a dzsúrjó, alatta a szandanme található. Eredetileg közvetlenül a makuucsi alatt volt, mielőtt a dzsúrjót arról leválasztották.
makusita-kaku (幕下格 - makushita-kaku)
A jobidasik és a gjódzsik hatodik rangfokozata.
makusita cukedasi (幕下付け出し - makushita tsukedashi)
A négyből valamelyik amatőr címet elért birkózónak lehetősége nyílik kihagyni az alsó három osztályt és egyből a makusitában kezdenie szumós pályafutását makusita 15-ös rangon; ennek a rendszernek a neve makusita cukedasi. Amennyiben ugyanabban az évben két ilyen címet is sikerül valakinek elérnie, akkor makusita 10-ként kezdhet. A rendszer korábbi verziója a Taisó-kor óta létezett, 1966 előtt minden egyetemi végzettséggel rendelkező leendő birkózó a makusita alján kezdhette profi szumós pályáját. Ekkor a szabályozás megváltozott, egészen 2001-ig az amatőr sportban elért jó eredmények alapján volt lehetősége a birkózóknak makusita 60-as rangon kezdenie. 2001 után alakult ki a ma is használt rendszer, bár azt megelőzően nem vették olyan szigorúan az akkori szabályozást. Lásd még: szandanme cukedasi.
makuucsi (幕内 - makuuchi) vagy makunoucsi (幕の内 - makunouchi)
A függöny mögött. A szumó legfelső osztálya. Onnan kapta a nevét, hogy korábban a tornák során egy elfüggönyözött helyiségben várakoztak a profi birkózók, hogy sorra kerüljenek. Ebben az osztályban küzdenek a jokozunák, ózekik, szekivakék, komuszubik és a maegasirák. Ezekből az első négy összefoglaló neve szanjaku.
makuucsi-kaku (幕内格 - makuuchi-kaku)
A jobidasik és a gjódzsik negyedik rangfokozata.
manin onrei (満員御礼)
Teltház a honbasón. Ennek egyfajta jelzéseként az arénában egy plafonról lógó "Köszönjük a teltházat" feliratú zászlót (nobori) kibontanak.
masszuszeki (升席 - massuseki)
Láda, az aréna nézőterén található négyszögletes ülőhelyek, négy személyes.
matta (待った)
Várj! Hibás kezdés. Ha a két birkózó valamelyike láthatóan nem készült még fel a küzdelemre, viszont a másik elindítja azt, a bíró mattát ítél és a küzdelmet újra kell kezdeni. A hibázó rikisi ilyenkor bocsánatkérően meghajol a bírók felé (néha mindketten hibásak, előfordul, hogy az egyik olyan mozdulatokat tett, melyekből az látszott, hogy készen áll, a másik pedig már támadást indított, mielőtt ellenfele ténylegesen felkészült volna). A 待 kandzsi várakozást jelent, mely kifejezi, hogy meg kell várni, míg mindkét birkózó felkészül. Pénzbüntetéssel is jár, ez a dzsúrjóban 50 000, a makuucsiban 100 000 ¥, melyet természetesen a hibás kezdésért felelős birkózó fizet.
mavasi (廻し - mawashi)
A birkózók által gyakorlás közben és a versenyen viselt ágyékkötő. Vastag öv résszel készül, hogy könnyebben megragadhassák egymást a birkózók. A szekitorik edzéshez pamutból készült fehér színűt, versenyen pedig színes selyemből készült mavasit hordanak, az alsóbb osztályú rikisik sötét színű, pamutból készült verziót viselnek edzésen és versenyen egyaránt. Lásd még: szagari.
migi-jocu (右四つ - migi-yotsu)
Fogás jobbról. Lásd jocu-zumó.
mizuhiki-maku (水引幕)
Bíborszínű (lila), a jakatáról lógó függöny.
mizu-iri (水入り)
Egy különlegesen hosszúra nyúlt páros viadalt megszakító, pihenés és ivás céljára szolgáló szünet.
mocsikjúkin (持ち給金 - mochikyūkin)

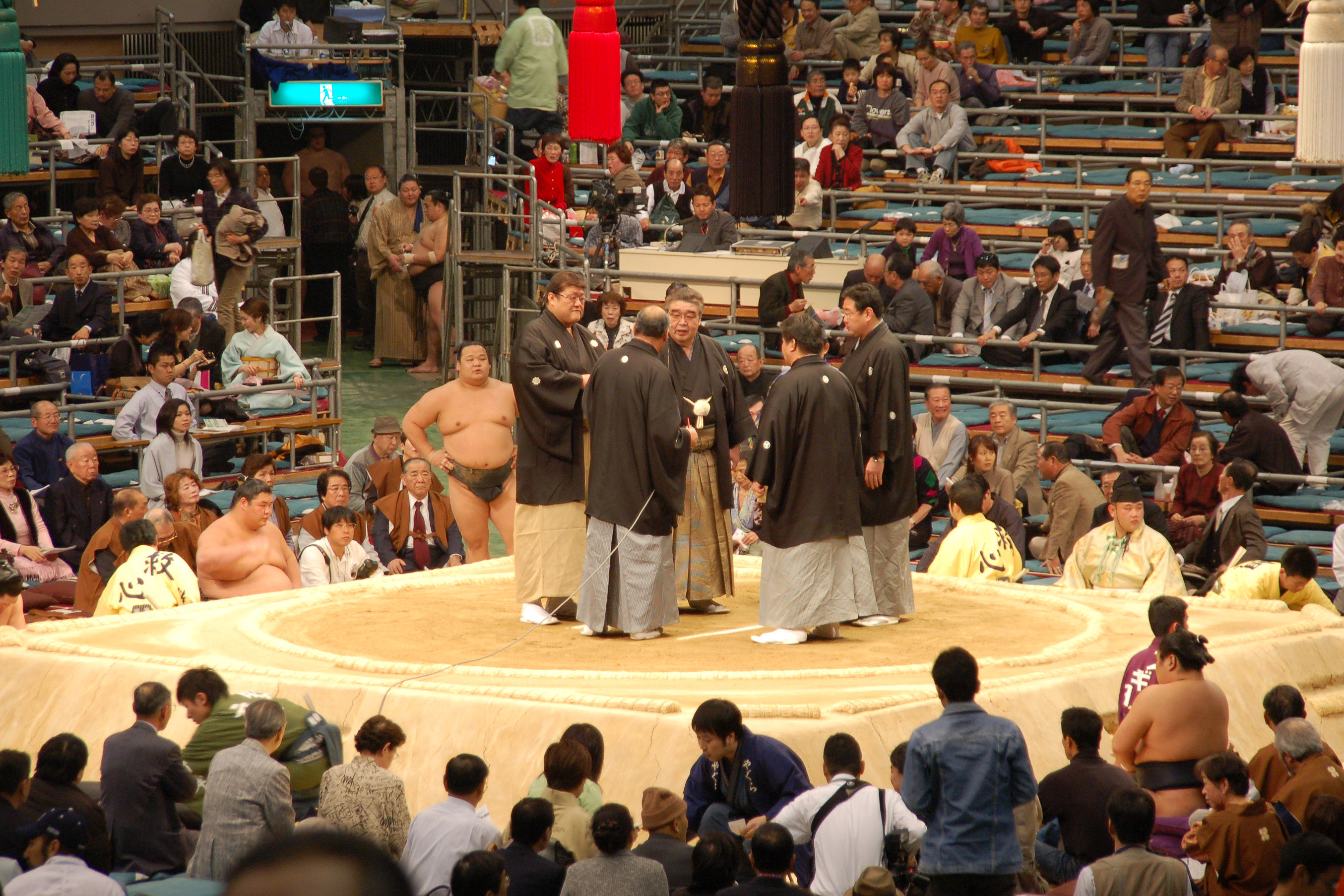
Mono-ii

A szekitorik bónuszrendszere.
mono-ii (物言い)
A gjódzsi döntésének megkérdőjelezését követő bírói (simpan-ii) tanácskozás.
moro-zasi (両差し - moro-zashi)
Belső fogás, a birkózó mindkét kézzel az ellenfél övét fogja annak karjain belül. Lásd jocu-zumó.
mukó-dzsómen (向こう正面 - muko-jomen)
A nézőtér déli oldala.
musóbu (無勝負 - mushōbu)
Eredmény nélkül. Egyfajta döntetlen, a gjódzsi nem ítél senkinek győzelmet. Ez a fajta kimenetel az Edo-korban volt használatos.
muszubi no icsiban (結びの一番 - musubi no ichiban)
A nap utolsó küzdelme.
nagevaza (投げ技 - nagewaza)
Dobó technikák gyűjtőneve.
nakabi (中日)
A torna nyolcadik, középső napja.
namakura-jocu (鈍ら四つ - namakura-yotsu)
Oldalpreferencia nélküliség. Lásd jocu-zumó.
negisi-rjú (根岸流 - negishi-ryū)
Tradicionális stílusú japán kalligráfia, mellyel a banzukét rajzolják. Lásd még szumó-dzsi.
nekodamasi (猫騙し - nekodamashi)
A tacsi-ai után közvetlenül tapsolni egyet az ellenfél arca előtt, ezzel megzavarva őt a támadásban. Szó szerinti fordításban "becsapni a macskát".
Nihon Szumó Kjókai (日本相撲協会 - Nihon Sumō Kyōkai)
Japán Szumószövetség, a professzionális szumó legfőbb hivatalos szervezete. Szervezetileg az Oktatási Minisztériumhoz tartozik.
niramiai (睨み合い)
A birkózók közti összhang megteremtése a mérkőzés előtt, ilyenkor egymás minden mozdulatát figyelik.
nisi (西 - nishi)
Nyugat - a dohjó és a banzuke kissé alacsonyabb presztízsű oldala.
nitó-tokojama (二等床山 - nito-tokoyama)
Második osztályú tokojama (fodrász).
nobori (幟)
Színes, hosszúkás zászlók, melyekre a heják és birkózóik nevei vannak felírva, ilyenen köszönik meg a teltházat is az arénában (manin onrei).
nodova (喉輪 - nodowa)
Az ellenfél torkának tolása.
nokotta (残った)
A gjódzsi kiáltja küzdelem közben a birkózóknak, ezzel jelezve, hogy még tart a küzdelem, szó szerinti fordításban "még bent [vagy a körben]".
occuke (押っ付け - ottsuke)
Az ellenfél kezének eltartása, saját testéhez szorítása annak érdekében, hogy meggátolja a birkózó az övfogást.

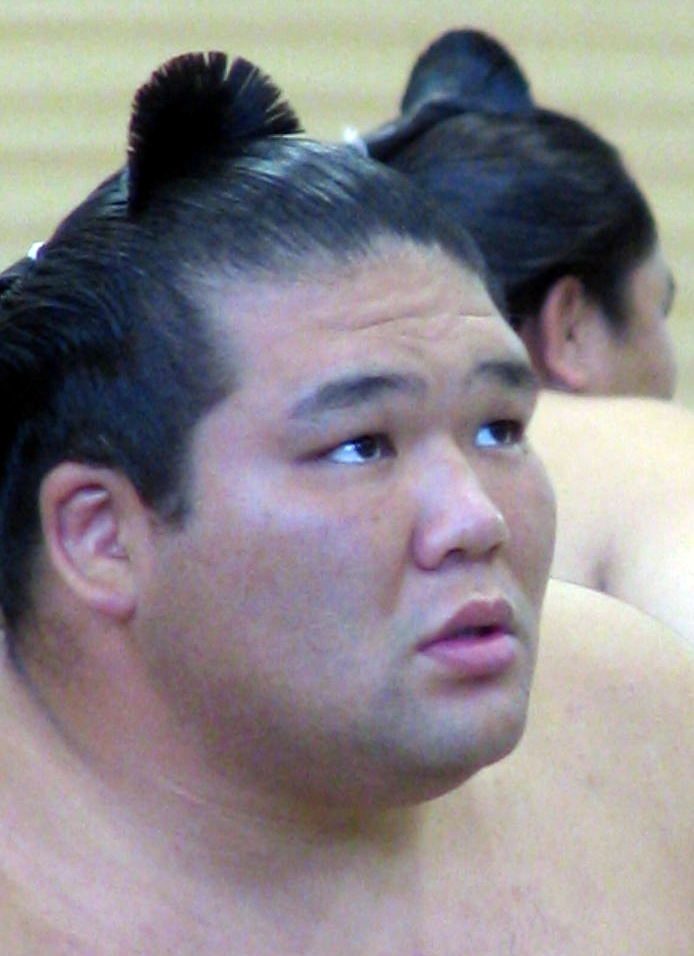
Tocsiazuma Daiszuke óicsómage-je.

óicsómage (大銀杏髷 - ōichōmage)
Ginkólevél formájú, fejtetőn viselt konty, a dzsúrjó és makuucsi osztályú birkózók tradicionális hajviselete, a fejtetőn a hajvég apró legyező alakúra van formázva, mely így a páfrányfenyő levelére emlékeztet, innen kapta a nevét is. Csak hivatalos eseményeken hordják a birkózók (például tornákon). Egyéb esetekben még a legmagasabb rangúak is hétköznapi csonmage stílusban hordják a hajukat.
ojakata (親方 - oyakata)
Szumóedző, de több annál, a heja vezetője. Majdnem minden esetben rendelkezik eggyel a 105 hivatalos, heja névhasználati engedéllyel (tosijori kabu). Személynév megtisztelő utótagjaként is használatos.
okamiszan (女将さん - okamisan)
Az ojakata felesége sokrétű feladatkörrel. Ő intézi a heja egyes adminisztratív teendőit, a támogatói klubokkal való kapcsolattartást, felügyeli az ételkészítést.
osi-zumó (押し相撲 - oshi-zumō)
A szumóbirkózási technikák két alapvető típusra oszthatók: osi-zumó és jocu-zumó. Az előbbi szó szerinti fordításban "toló szumót" jelent, aki ilyen stílusban harcol, inkább kicsit távolabb marad ellenfelétől és nem a másik övének megragadásával próbál győzni (mint a jocu-zumóban), hanem tolással, lökéssel és cupparival. Az osi-zumó, ha hatékonyan alkalmazzák, azonnali és egyértelmű győzelmet hozhat a birkózónak, bár sokszor előfordul, hogy cselező, kitérő mozdulatok (henka), vagy lenyomásos technika (például hatakikomi, szokubiotosi) áldozatául esnek, valamint egy jó jocu-zumóssal szemben annak fogástalálása esetén tehetetlenné válhatnak (ha a rikisi abban a stílusban gyengébb). Az osi-zumó stílusban küzdő birkózókat általában egyszerűbbnek, a jocu-zumósokat technikailag képzettebbnek tartják.
ózeki (大関 - ōzeki)
Nagy akadály. Általánosságban viszont "bajnok"-nak fordítható, az ózeki a második legmagasabb birkózói rang a szumóban. A kifejezésben az akadály olyan harcosra utal, aki az előtte lévő nagy akadályt legyőzte. Az alatta lévő rangokkal ellentétben az erre való kinevezés nem automatikus (mérlegeredmények alapján), ahogy a jokozunára sem; a kinevezésről a Szumószövetség dönt, viszont a tornán nyújtott eredmények fontos faktorai az előléptetésnek.
ózumó (大相撲 - ozumo)
A profi szumó.
renpai (連敗)
Vereségsorozat.
rensó (連勝 - rensho)
Győzelmi sorozat.
renzoku júsó (連続優勝 - renzoku yusho)
Bajnoki győzelmi (júsó) sorozat.
ridzsi (理事 - riji)
A Japán Szumószövetség igazgatóságának tagja.
ridzsicsó (理事長 - rijicho)
A Japán Szumószövetség igazgatóságának elnöke.
rikisi (力士 - rikishi)
Szó szerinti fordításban "erős úriember" vagy "hatalmas szamuráj". Ez a legszéleskörűbben használt kifejezés a szumóbirkózókra, ugyanilyen jelentéstartalommal használatos még a szumótori és a szumószan is.
side (紙垂 - shide)
Cikk-cakk alakú papírcsíkok, lásd cuna.
sikiri (仕切り - shikiri)
Lábujjak a jelre. A küzdelmet megelőző felkészülés, és az azokhoz kapcsolódó rituálék neve. Ilyenkor a szumóbirkózók tapsolnak, dobbantanak a lábukkal, ringbe lépéskor sót szórnak, küzdőpozíciót vesznek fel, ezek egy részét néhányszor megismétlik. Bővebben: A küzdelem előtt (szumó).
sikiri-szen (仕切り線 - shikiri-sen)
Kezdővonal, két rövid, fehér vonal a dohjó közepén melyek mögé kell a birkózóknak elhelyezkedni a kezdéshez.
siko (四股 - shiko)
Szumógyakorlat, melynek során a birkózók leguggolnak, erőteljesen tapsolnak egyet, majd innen felemelkedve a jobb lábukat minél magasabbra emelve dobbantanak, a mozdulatsort bal lábbal is megismétlik. A sikót a küzdőtér gonosz szellemektől való megtisztítása, elijesztése céljából is végzik a küzdelem előtti rituálék részeként, továbbá a jokozunák dohjó-irijének is része.
sikona (四股名 - shikona)
Egy birkózó ringbeli neve, gyakran egy költői kifejezés, melyben lehetnek a rikisinek otthont adó hejára is utalások. A japán származású birkózók általában nem választanak maguknak sikonát a makusita vagy dzsúrjó osztály elérése előtt, míg a külföldiek legtöbbször a szumó világába belépéskor már kapnak ilyen nevet. Ritkán, de előfordul, hogy egy birkózó az eredeti családnevét megtartja teljes szumós pályafutása alatt, példaként említhető a korábbi ózeki Dejima vagy a korábbi jokozuna Wajima.
simpan (審判 - shimpan)
A dohjó körül elhelyezkedő bírók, akik megkérdőjelezhetik és megváltoztathatják a gjódzsi döntését illetve bármilyen vitás esetben végleges döntést hozhatnak. Minden mérkőzést öt, a Japán Szumószövetség rangidős tagjai közül kikerülő simpan felügyel (rajtuk kívül még ketten vannak a videoszobában is). Tradicionális, hivatalos alkalmakra való kimonót viselnek.
simpan-ii (審判委員 - shimpan-ii)
Bírói bizottság. Mind az öt simpan, csoportként.
sindesi (新弟子 - shindeshi)
Új tanuló. Újonc szumós.
sindesi kensza (新弟子検査 - shindeshi kensa)
A sindesik vizsgája.
sindzso (新序 - shinjo)
Azon birkózók jelölése, akik olyan jól szerepeltek a maezumóban, hogy már ugyanazon a tornán küzdhetnek a dzsonokucsi osztályban, továbbá, ha ott is jól teljesítettek, akkor egyből a dzsonidanba kerülhettek a következő versenyen. Ezt a rendszer ma már nem használják.
sindzso sussze hiró (新序出世披露 - shinjo shusse hirō)
A torna középső vasárnapján megrendezett esemény, melynek során a szumó világába frissen belépett birkózókat bemutatják a közönségnek. Ilyenkor ők kölcsönbe kapott kesó-mavasit viselnek.

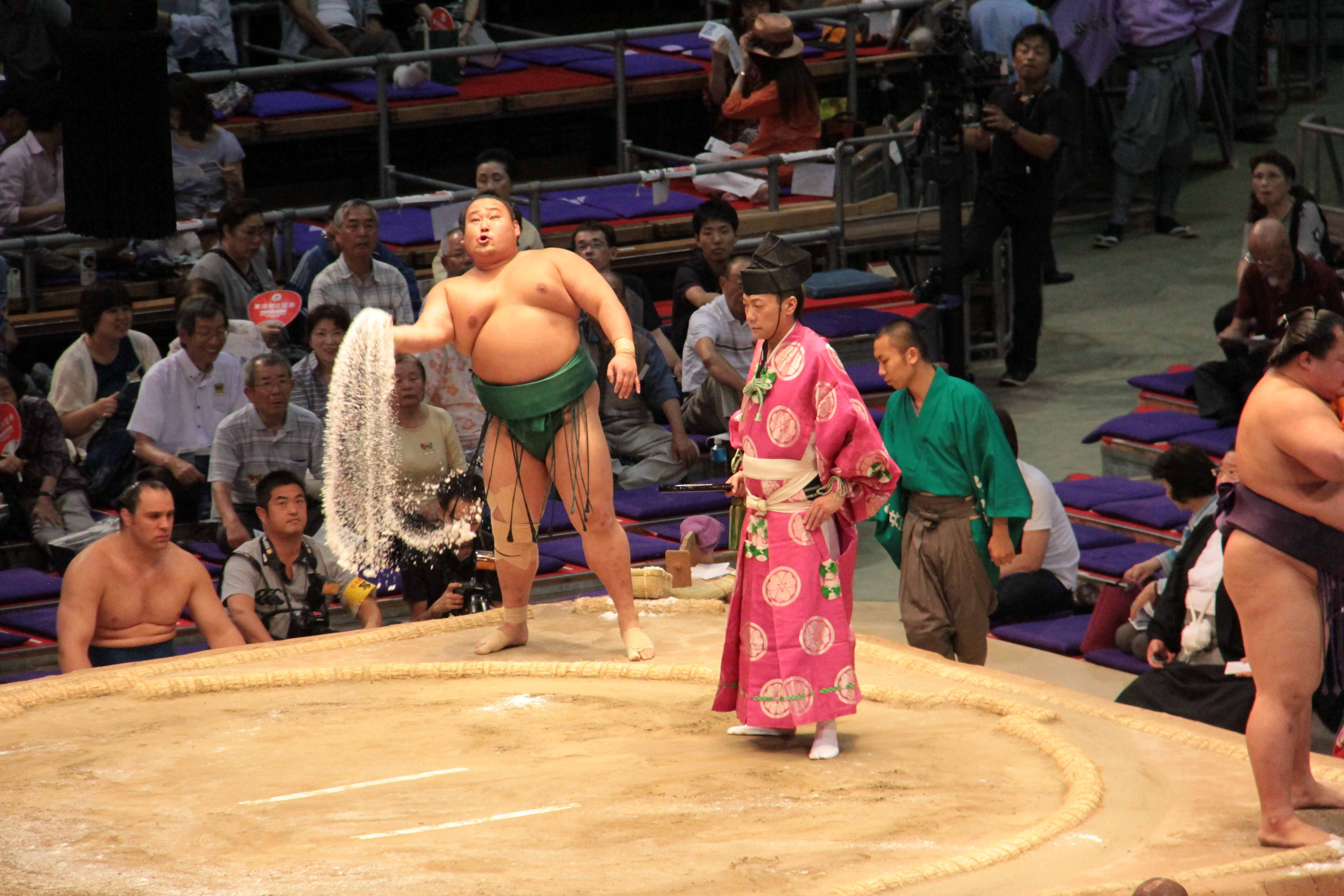
Sószórás (sio-maki).

singitai (心技体 - shingitai)
Szív, technika és test: a három legfontosabb dolog, mely meghatároz egy birkózót. A legsikeresebb birkózók mindháromban erősek.
 sini-tai (死に体 - shini-tai)
Holt test. Olyan birkózó, aki annak ellenére veszít, hogy nem ő ért először a földhöz (vagy lépett ki a ringből). Lásd kabai-te.
sio-maki (塩撒き - shio-maki)
A körbe lépés előtti sószóró rituálé.
sirobosi (白星 - shiroboshi)
Fehér csillag. Győzelem egy küzdelem során, fehér körrel jelölik.
sirobusza (白房 - shiro-busa)
Fehér bojt, az ősz jelképe. A jakatáról lóg.
sirobusza-sita (白房下 - shiro-busa-shita)
A fehér bojt alatt. A dohjó délnyugati sarka.
sisó (師匠 - shishō)
Mester, tanító. A heja már visszavonult, rangidős birkózója. Lásd még: ojakata.
sitaku-beja (支度部屋 - shitaku-beya)
Öltöző. Az a szoba, ahol a dzsúrjó és makuucsi osztályú birkózók átöltöznek, elhelyezik a személyes tárgyaikat és bemelegítenek a küzdelemre.
sonicsi (初日 - shonichi)
Első nap. A torna első napja, de a hosszú eredménytelen sorozatot követő első győzelmet is így hívják.
sokkiri (初っ切り - shokkiri)
Szumó témájú komikus előadás, a népszerűsítő körutakon (dzsungjó) adja elő két alacsonyabb rangú rikisi.
sómen (正面 - shomen)
Az aréna fő oldala, a nézőtér észak felőli része.
sukun-só (殊勲賞 - shukun-shō)
Különdíj. Lásd: szansó.
szagari (下がり - sagari)
Selyemből készült, fonott zsinórlánc (több, egymást követő zsinór egy szalagra rögzítve), melyet a mavasi elejére rögzítenek a tornákon. A szekitorik szagarija tengeri algából készült ragasztóféle segítségével merevített.
szandanme (三段目 - sandanme)
Harmadik szint. Alulról a harmadik osztály a szumóban, a dzsonidan felett és a makusita alatt.
szandanme cukedasi (三段目付け出し - sandanme tsukedashi)
2015-ben bevezetett rendszer, mely szerint az az amatőr birkózó, aki az Összjapán Bajnokság, az Összjapán Vállalati Bajnokság vagy a Nemzeti Felnőtt Bajnokság első 8 helyezésének valamelyikét megszerzi és szumós szeretne lenni, kihagyhatja az alsó két osztályt és a szandanméban kezdhet. Lásd még: makusita cukedasi.
szandanme-kaku (三段目格 - sandanme-kaku)
A jobidasik és a gjódzsik hetedik rangfokozata.
szanjaku (三役 - san'yaku)
Három rang. A legmagasabb, "címvédői" rangok a szumóban, nevével ellentétben négy rangot jelöl (csökkenő sorrendben): jokozuna, ózeki, szekivake és komuszubi. A megnevezés és a jelentés közötti eltérés abból ered, hogy korábban a jokozuna nem létezett külön rangként, ő egy belépési ceremónia elvégzésére jogosultsággal rendelkező ózeki volt. Szövegkörnyezettől függően előfordul, hogy csak a szekivake és komuszubi rangokat jelöli.
szanjaku-kaku (三役格 - sanyaku-kaku)
A jobidasik és a gjódzsik harmadik rangfokozata.
szanjaku szoroibumi (三役揃い踏み - san'yaku soroibumi)
A torna utolsó napjának (szensúraku) utolsó három küzdelmét megelőző rituálé neve, amikor is mindkét égtáj három-három szanjakuja sikót (rituális lábdobbantás) mutat be egymás után, de oldalanként egyszerre.
szansó (三賞 - sanshō)
Három díj. Különdíjak, melyek a makuucsi osztály kiemelkedő teljesítményeiért járnak a tornákon (az egyiket szó szerint "kiemelkedő teljesítmény díj"-nak hívják (sukun-só), ezen kívül jár még küzdőszellem díj (kantó-só) és technika díj (ginó-só)).
szantó-tokojama (三等床山 - santo-tokoyama)
Harmadik osztályú tokojama (fodrász).
szasite (差して - sashite)
Fogás. Lásd jocu-zumó.
szekitori (関取 - sekitori)
Szó szerint "[valaki, aki] vette az akadályt". A dzsúrjóban vagy a makuucsiban birkózók megnevezése.
szekivake (関脇 - sekiwake)
A harmadik legmagasabb rang a szumóban a jokozuna és az ózeki után.
szensúraku (千秋楽 - senshūraku)
A szumótorna utolsó napja.
szevanin (世話人 - sewanin)
Asszisztens. Olyan visszavonult birkózó, aki a hejában marad és különböző adminisztratív vagy bármilyen egyéb feladat ellátásával segíti annak életét mind a tornákon, mind a regionális bemutatókörutak során.
szóridaidzsin-hai (総理大臣杯 - sōridaijin-hai)
Miniszterelnöki Kupa. Ünnepi trófea, melyet a japán miniszterelnök, vagy annak egy képviselője ad át a makuucsi osztály bajnokának minden olyan tornán, melyre a Rjógoku Kokugikanban kerül sor.
szumó modzsi (相撲文字 - sumō moji)
Lásd szumó-dzsi.
szumó-dzsi (相撲字 - sumō-ji)
Nagyon széles ecsetvonásokat használó kalligráfia mellyel a banzukét írják.

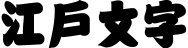
Szumó modzsi (相撲文字) - "Szumó betű"

szumó-dzsinku (相撲甚句 - sumo-jinku)
Klasszikus japán népdal-műfaj, mely a szumósok életéről szól, a szumóközösségen belül éneklik.
szumószan (相撲さん - sumōsan)
Rikisi. Lásd még: szumótori.
szumótori (相撲取 - sumōtori)
Valaki aki szumózik. Szumóbirkózó, de szövegkörnyezettől függően jelentheti csak a szekitorikat is.
szuna-kaburi (砂被り - suna-kaburi)
Homokkal borított, az arénában a dohjót körülvevő nézőtér első hat sora.

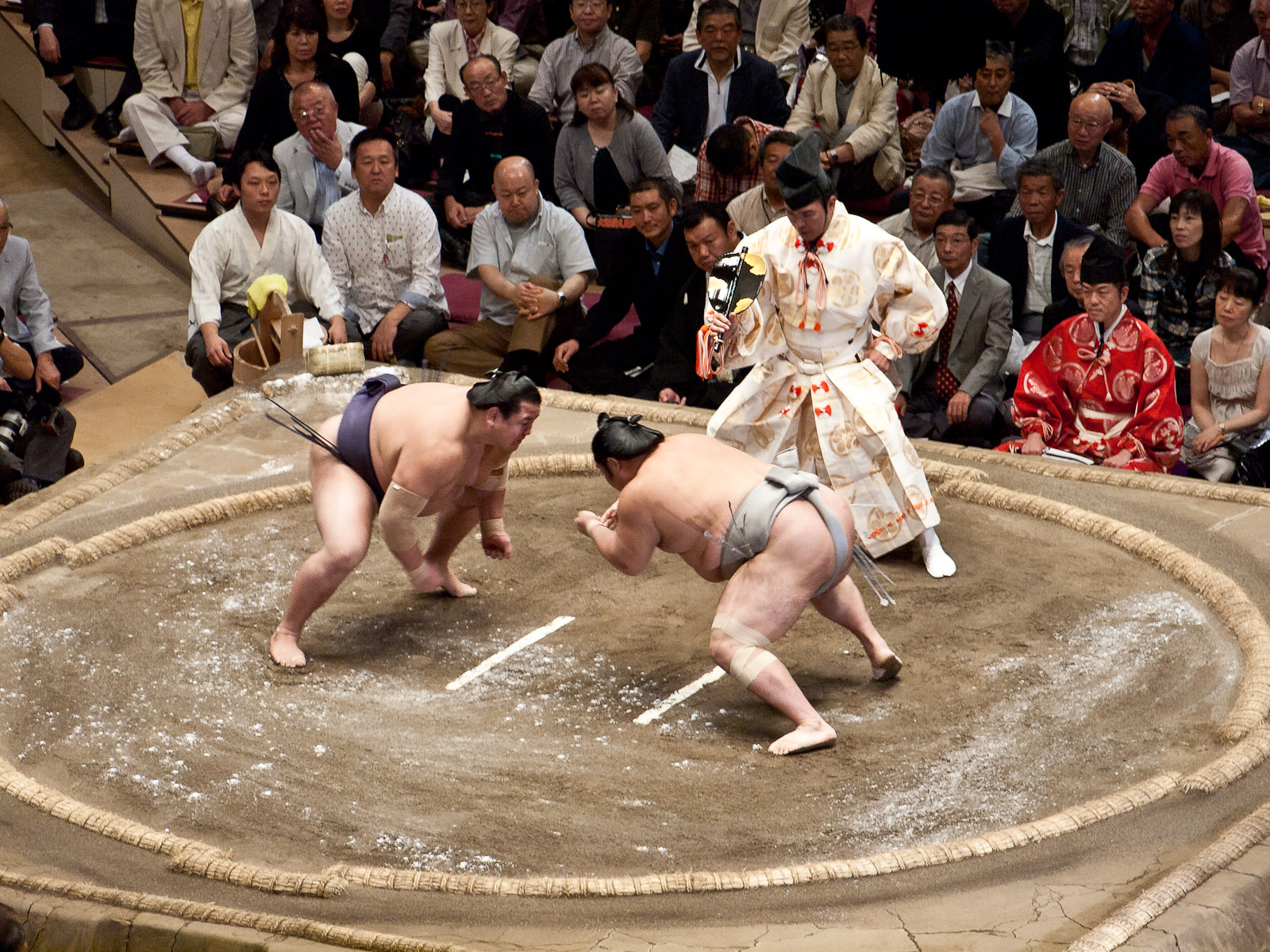
A tacsi-ai.

tacsi-ai (立ち合い - tachi-ai)
Kezdő támadás a küzdelem elején, melyet egyszerre kell végrehajtania az ellenfeleknek.
tacsimocsi (太刀持ち - tachimochi)
Kardvivő. Lásd még: dohjó-iri.
tanimacsi (谷町 - tanimachi)
Szumóvédnökök, támogatók.
tate-gjódzsi (立行司 - tate-gyōji)
A két legmagasabb rangú döntőbíró, akik a torna egy napjának utolsó néhány küzdelmét irányítják. Őket személynév tekintetében rang szerint csökkenő sorrendben mindig Kimura Sónoszukénak és Sikimori Inoszukénak hívják, ezek természetesen felvett nevek.
tate-jobidasi (立呼び出し - tate-yobidashi)
A legmagasabb rangú jobidasik.
tavara (俵 - tawara)
Rizsszalma-köteg. Ezeket a dohjó agyagjába félig beletemetik, ezzel jelölik a (nagyjából) kör alakú küzdőtér határait.
tegata (手形)
Kéznyomat. Emléktárgy, melyet a birkózók fekete vagy vörös tintával készítenek és melyre felírják a sikonájukat is. Előfordul, hogy porcelántárgyakat is díszítenek a tegata másolatával. Csak szekitorik készíthetnek és adhatnak ki ilyet.
tegatana (手刀)
Kés kéz. Miután a győztes megnyerte a mérkőzést, a gjódzsi a harci legyezőjén (gunbai) átnyújtja számára a szponzori díjakat, ha vannak. Mielőtt ezt a birkózó elveszi, a tenyerével - mintha egy késsel vágna - háromszor int: jobbra, balra, majd középre (手刀を切る - tegatana o kiru), így köszönve meg a sintó isteneknek a győzelmet és a pénzt.
tennó-hai (天皇杯 - tennō-hai)
Császári Kupa, a felső osztály bajnoka kapja 1925 óta. Az eredetit a következő tornán vissza kell adnia, viszont egy kisebb méretű másolatot a bajnok megtarthat.
tenran-zumó (天覧相撲 - tenran-zumo)
A japán Császár vagy trónörökös jelenlétében bemutatott szumóbirkózás.
teucsi-siki (手打ち式 - teuchi-shiki)
Újonc rikisik köszöntési szertartása. A torna utolsó napján, a makuucsi júsó díjátadó ünnepsége után kerül rá sor.
tokei-gakari (時計係)
Időmérésért felelős simpan.
 tokojama (床山 - tokoyama)
A Japán Szumószövetség alkalmazásában álló fodrászok, akik a szumóbirkózók frizuráját készítik. Ők alakítják ki a szekitorik óicsómagejét is a tornákon és hivatalos megjelenéseik előtt.
toku-davara (徳俵 - toku-dawara)
A küzdőtér szélén lévő négy szalmabála, melyek segítségével az esővizet vezették el korábban a szabadtéri szumótornákon.
tokutó-tokojama (特等床山 - tokuto-tokoyama)
Legmagasabb osztályú tokojama.
tomoe-szen (巴戦 - tomoe-sen)
Három birkózót érintő rájátszás, lásd: kettei-szen.
tomonokai (友の会)
Egy szumóistálló szurkolóinak baráti köre.
torikumi (取組)
Egy mérkőzés a bajnokság során. A napon belüli mérkőzések időrendjét is jelentheti.
torinaosi (取り直し - torinaoshi)
Újrajátszás. Ha győztes nem egyértelműen megállapítható, még bírói tanácskozást (mono-ii) követően sem, új küzdelmet rendelhetnek el a tacsi-ai-tól kezdve.
tosijori (年寄 - toshiyori)
Visszavonult, rangidős szumóbirkózó, az ojakata szinonímája.
tosijori kabu (年寄株 - toshiyori kabu)
Edzői és névhasználati licenc, számuk 105-re korlátozott, amelyet egy frissen visszavonult szekitori megvásárolhat az előző tulajdonosától, a Szumószövetségtől, örökölhet az apjától, vagy az apósától. Heja nyitásához, működtetéséhez elengedhetetlen, ára 200-400 millió jen.
tozai (東西)
A birkózók keleti és nyugati égtájak szerinti besorolási rendszere.
vakaimonogasira (若い者頭 - wakaimonogashira)
Ifjúsági vezető. A Japán Szumószövetség tisztviselője, aki korábbi istállójához, vagy egy icsimonhoz kötődően foglalkozik többek között újoncok toborzásával és a maezumó szervezésével. Korábbi makusita vagy szekitori rangú, visszavonult rikisik, akik különböző, a birkózókkal kapcsolatos feladatokat látnak el, edzik az alacsonyabb osztályú birkózókat és az utánpótlásnevelésben is részt vesznek. A tornák során kisegítői feladatokat is ellátnak.
vanpaku szumó (わんぱく相撲 - wanpaku sumo)
Általános iskolás gyerekek számára szervezett szumó. A nemzeti döntőre a Rjógoku Kokugikanban kerül sor.
zabuton (座蒲団)
A nézőtér üléseinek vékony, lapos, négyszögletű párnája, esetenként a közönség elégedetlenségének jeléül ezzel dobálja meg a birkózókat.
zanbara (ざんばら)
Kócos, fésületlen haj. Mielőtt egy birkózónak elegendő hosszúra nő a haja ahhoz, hogy csonmage stílusúra fésüljék, annak hajára a zanbara szót használják. Általában azon birkózókra jellemző, akik olyan gyorsan emelkedtek a ranglétrán, hogy a hajuknak nem volt elegendő ideje megnőni a csonmage-hez. Egy birkózó hajára tehát sorrendben a zanbara, csonmage, majd az óicsómage szó használható, ez utóbbi a felső két osztálybeliek kiváltsága.
zensó (全勝 - zenshō)
Hibátlan záró mérlegeredmény: 15-0 vagy 7-0, osztálytól függően.

## Fordítás
Ez a szócikk részben vagy egészben  a   Glossary of sumo terms című angol Wikipédia-szócikk fordításán alapul.  Az eredeti cikk szerkesztőit annak laptörténete sorolja fel. Ez a jelzés csupán a megfogalmazás eredetét és a szerzői jogokat jelzi, nem szolgál a cikkben szereplő információk forrásmegjelöléseként.